# Goldhofer
Die Goldhofer-Unternehmensgruppe besteht aus dem Unternehmen Goldhofer Aktiengesellschaft (Memmingen) und deren Sales- und Service-Niederlassungen in Stuttgart, Miramar (Florida), London, Dubai, Bengaluru und der Ukraine. Die Hauptproduktionsstätte befindet sich in Memmingen. Das Kerngeschäft besteht aus der Produktion von Fahrzeugen für den Schwerlast- und Sondertransport und gliedert sich in die Geschäftsbereiche Transport Technology und Airport Technology.

## Geschichte

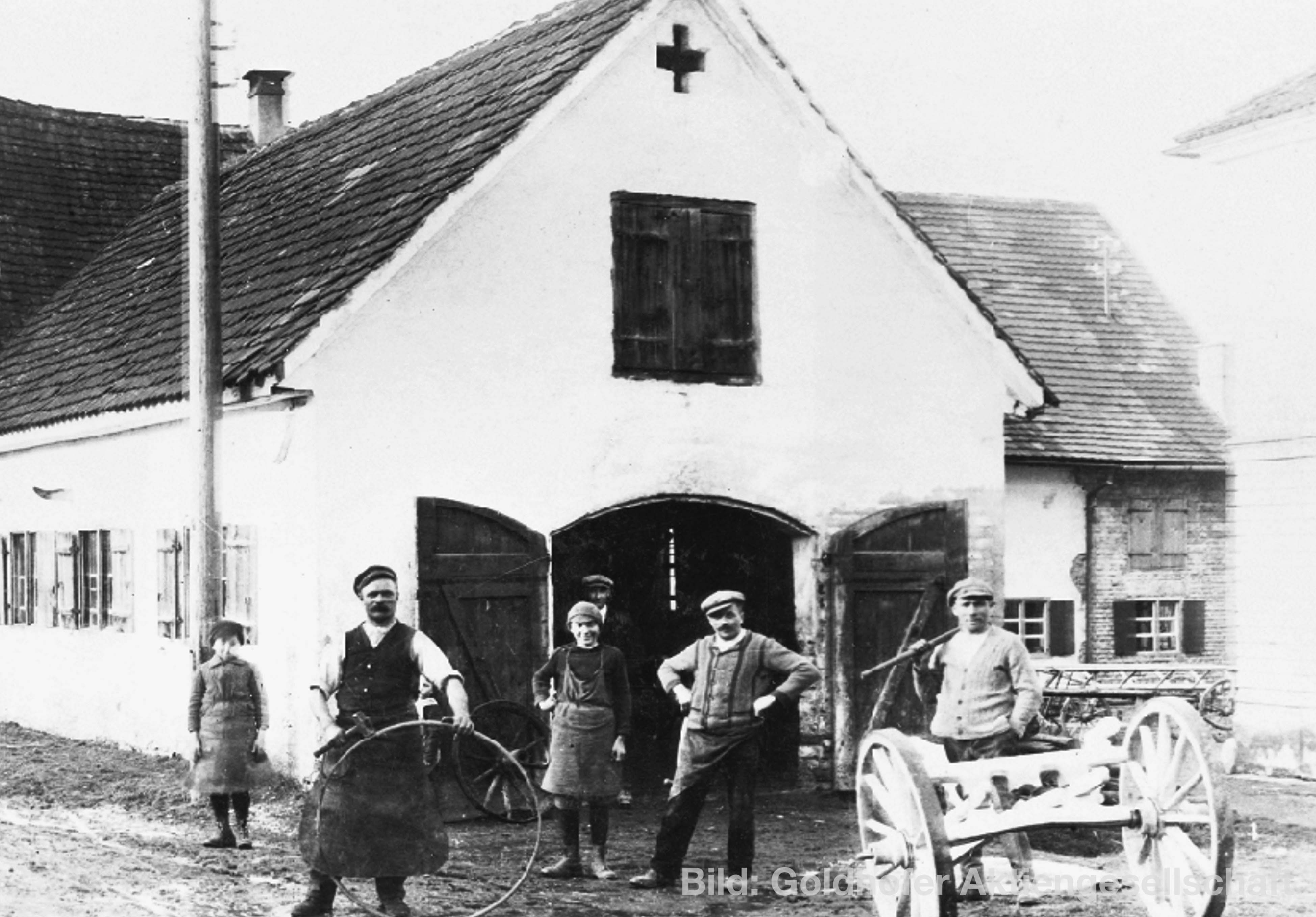
Schmiede der Familie Goldhofer in Amendingen (ca. 1930)

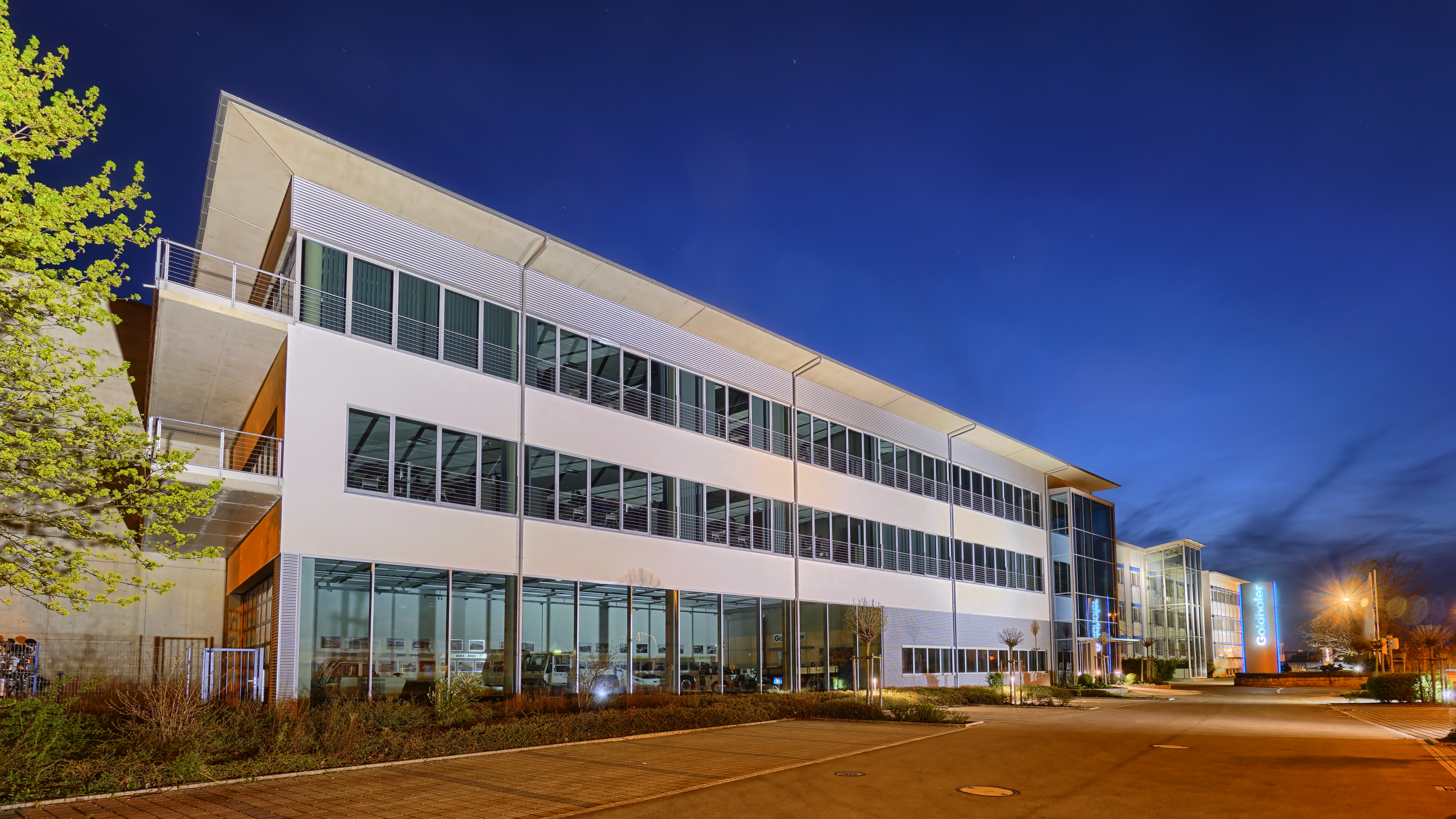
Betriebsgelände der Goldhofer Aktiengesellschaft (2015)

Im Jahr 1705 wurde erstmals urkundlich eine von der Familie Goldhofer in Amendingen bei Memmingen betriebene Schmiede erwähnt. Am 20. April 1922 wurde der spätere Firmengründer Alois Goldhofer in Memmingen geboren. Im Jahr 1946 gründete er die Allgäuer Fahrzeugwerke Alois Goldhofer KG und produzierte luftbereifte landwirtschaftliche Anhänger. 1952 entwickelte Goldhofer zusammen mit dem Reifenhersteller Metzeler den ersten über die Rampen zu beladenden Tieflader.
1959 wurde die inzwischen industrielle Fertigung nach Memmingen verlegt und Goldhofer spezialisierte sich fortan auf schwere Tieflader.
Auf Anregung eines Kunden entwickelte Alois Goldhofer im Jahr 1963 das erste Modulsystem für Schwerlastanhänger mit mechanischem Achsausgleich. Dies war die Grundlage des heutigen Systems für Schwerlast-Module und wurde kontinuierlich weiterentwickelt. So wurden 1972 die ersten Schwerlast-Module mit hydraulischem Achsausgleich gefertigt, die den Grundstein für die heutige THP-Familie bilden. Im Jahr 1987 begann die Entwicklung stangenloser Flugzeugschlepper, die im Gegensatz zu den bisher genutzten Stangenschleppern das Bugfahrwerk des zu bewegenden Flugzeugs „aufladen“ und dadurch nicht mehr ballastiert werden müssen. 1989 lieferte Goldhofer die ersten selbstfahrenden Schwerlastmodule mit hydrostatischem Fahrantrieb aus. Diese Schwerlastmodule vom Typ PST mussten nicht mehr von Zug- und Schubmaschinen bewegt werden, sondern waren in der Lage, eigenständig zu fahren.
Am 16. Januar 1981 starb Alois Goldhofer. Nach seinem Tod übernahm seine Frau Karoline Goldhofer (nach zweiter Heirat: Karoline Goldhofer-Prützel) die Unternehmensleitung.
Im Jahr 2000 wandelte Karoline Goldhofer-Prützel die Rechtsform des Unternehmens in eine Aktiengesellschaft um und übertrug als Alleinaktionärin 2001 sämtliche Anteile der Alois Goldhofer Stiftung, wodurch der Fortbestand des Unternehmens über ihren Tod hinaus gesichert wurde. Die Stiftung fördert Wissenschaft und Forschung, Bildung und Erziehung sowie kulturelle und karitative Einrichtungen. Für ihr soziales Engagement und ihr unternehmerisches Handeln hatte Karoline Goldhofer-Prützel 1994 das Bundesverdienstkreuz erhalten. Im Juli 2013 starb Goldhofer-Prützel im Alter von 89 Jahren.
Am 1. Januar 2013 übernahm die Goldhofer Aktiengesellschaft die später verschmolzenen Schopf Maschinenbau GmbH und Schopf Rofan GmbH aus Ostfildern bei Stuttgart und erweiterte damit ihr Produktportfolio im Flughafen-Bereich um konventionelle Stangen- und Cargo-Schlepper sowie Cargo-Loader. Der erste gemeinsame Auftritt erfolgte zur Branchenmesse Inter airport Europe 2013.
Goldhofer expandierte 2017 mit der Gründung der Goldhofer Inc. in Delaware, USA und der mehrheitlichen und später vollständigen Übernahme des  Vertriebs- und Servicepartners Flite Line LLC auf dem amerikanischen Kontinent. Um Goldhofers Präsenz im Mittleren Osten und Afrika zu stärken, eröffneten 2018 ALS Logistic Solutions und Goldhofer ein gemeinsames Representative Office und Regional Logistics Center in Dubai.
2018 vollzieht Goldhofer die Umfirmierung seines Tochterunternehmens Schopf Maschinenbau GmbH in die Goldhofer Airport Technology GmbH, die im Jahr 2021 am Standort Memmingen konsolidiert wurde.
Im Jahr 2020 gründet Goldhofer die Goldhofer India LLP in Bengaluru als regionalen Produktions- und Vertriebsstandort. Zudem werden ein Service-Hub und Schulungszentrum eingerichtet. Ebenfalls 2020 wird mit der Goldhofer Ukraine LLC ein neuer Produktionsstandort eröffnet.

## Produkte

### Transportfahrzeuge

#### Anhänger
Die Starline Produktserie umfasst seit 2022 den Trailstar. Je nach Zulassungsbestimmungen der Einsatzländer wird ein Nutzlastbereich von 24 bis 42 t abgedeckt.

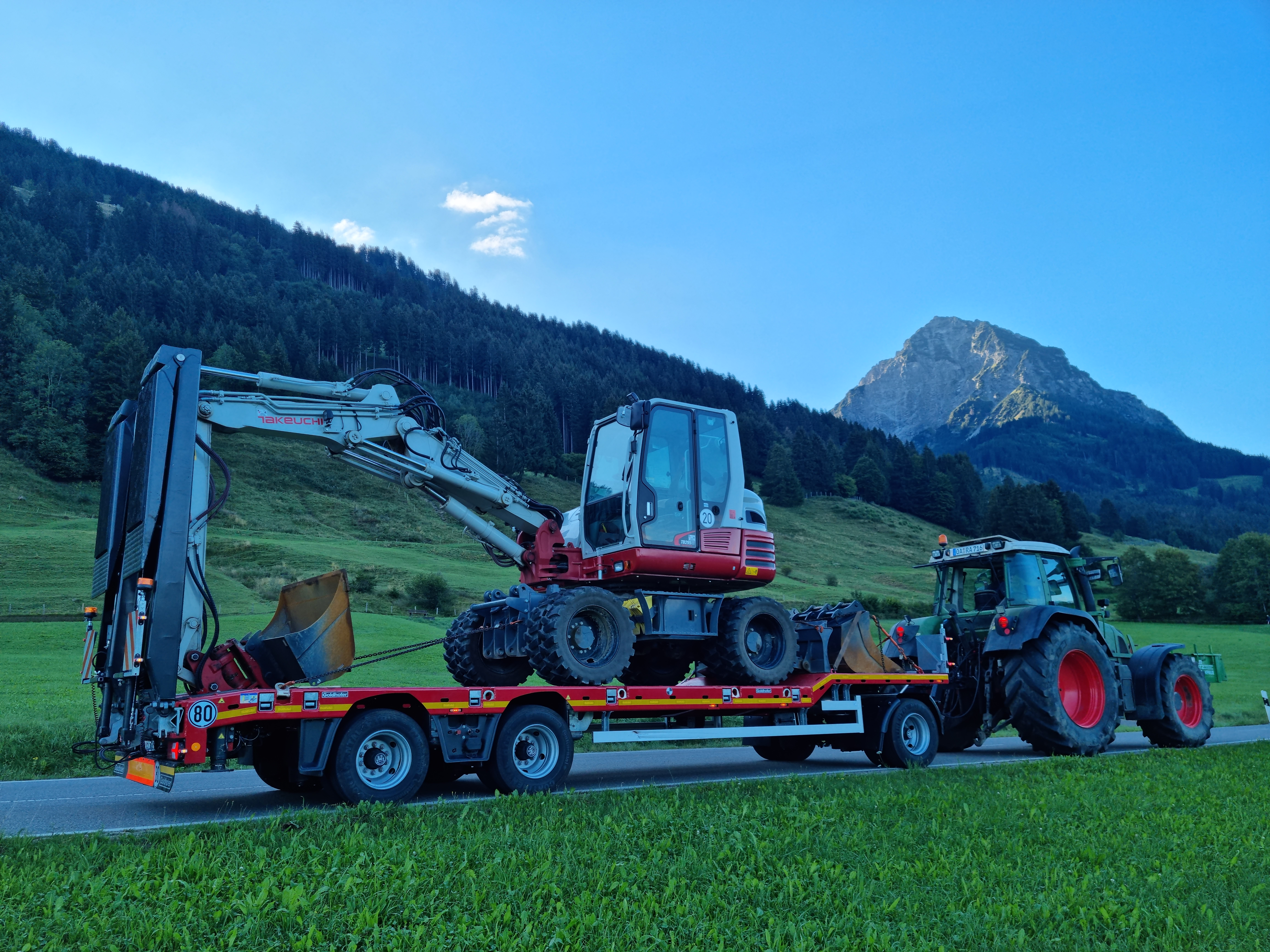
Trailstar im Einsatz

#### Sattelanhänger
Die Produkte in diesem Segment reichen von Pritschenaufliegern über Semiauflieger und Tiefbettauflieger bis hin zu kombinierbaren Sattelfahrzeugen, die einen Nutzlastbereich von bis zu 120 t abdecken (je nach Zulassungsbestimmungen der Einsatzländer). Je nach Bedarf des Kunden gibt es dabei eine Auswahl unterschiedlicher Achszahlen und Lenkungs- bzw. Achssysteme sowie diverse Optionen, die sich besonders für bestimmte Transportsituationen eignen.
Pritschenauflieger sind derzeit vom Typ SPZ-L, SPZ-GL, SPZ-H, SPZ-GP sowie Ventum. Zu den Semiaufliegern gehören die Stepstar-Serie sowie Fahrzeuge vom Typ Arcus P/PK, STZ-L, STZ-H, MPA sowie diverse Radmuldenfahrzeuge. Aktuelle Tiefbettauflieger sind STZ-VL, STZ-VH, MPA V, STZ-VP (245) und STZ-VP (285). Für den US-Markt sind darüber hinaus spezielle Sattelanhänger vom Typ MPA 6, STZ-P 9 sowie STZ-P 12 Plus verfügbar.

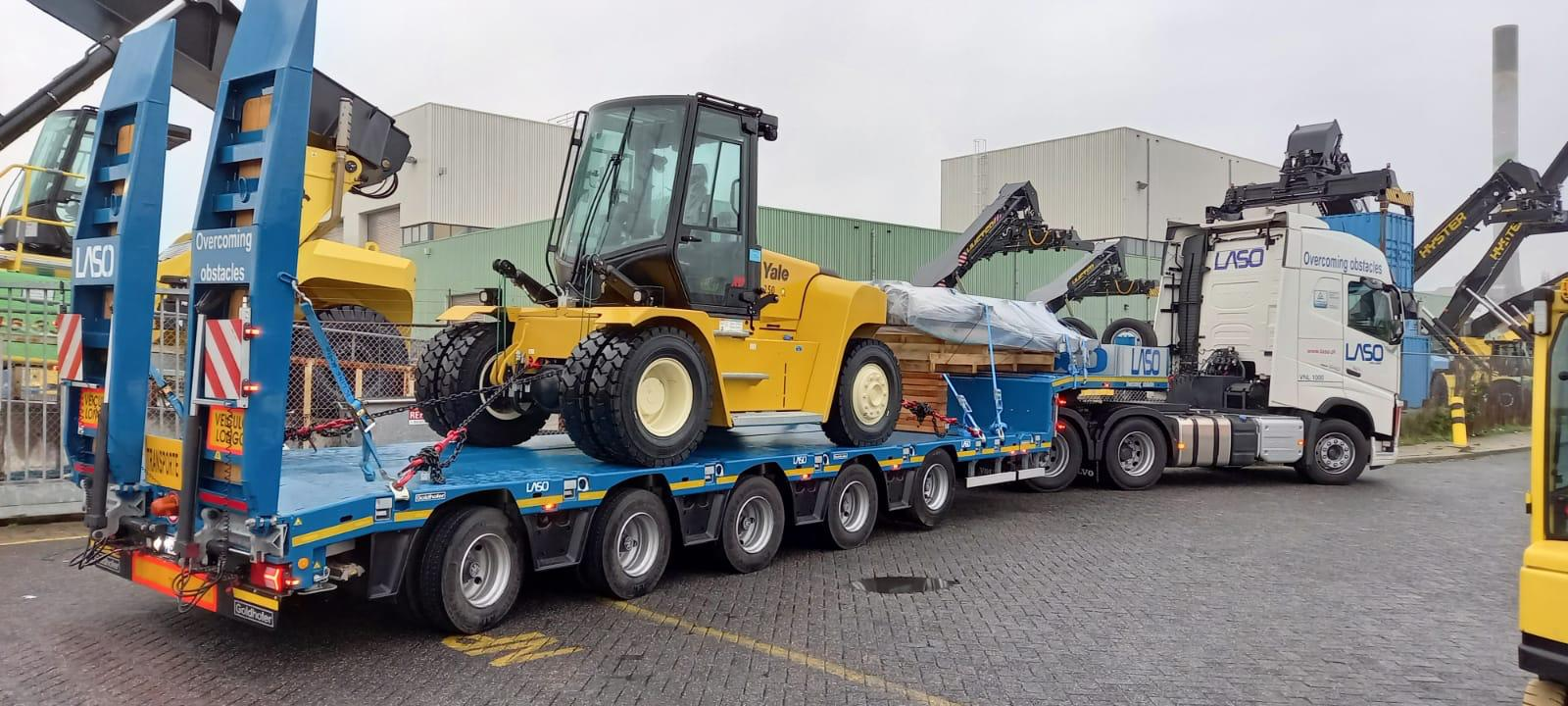
Goldhofer Stepstar 5 im Einsatz
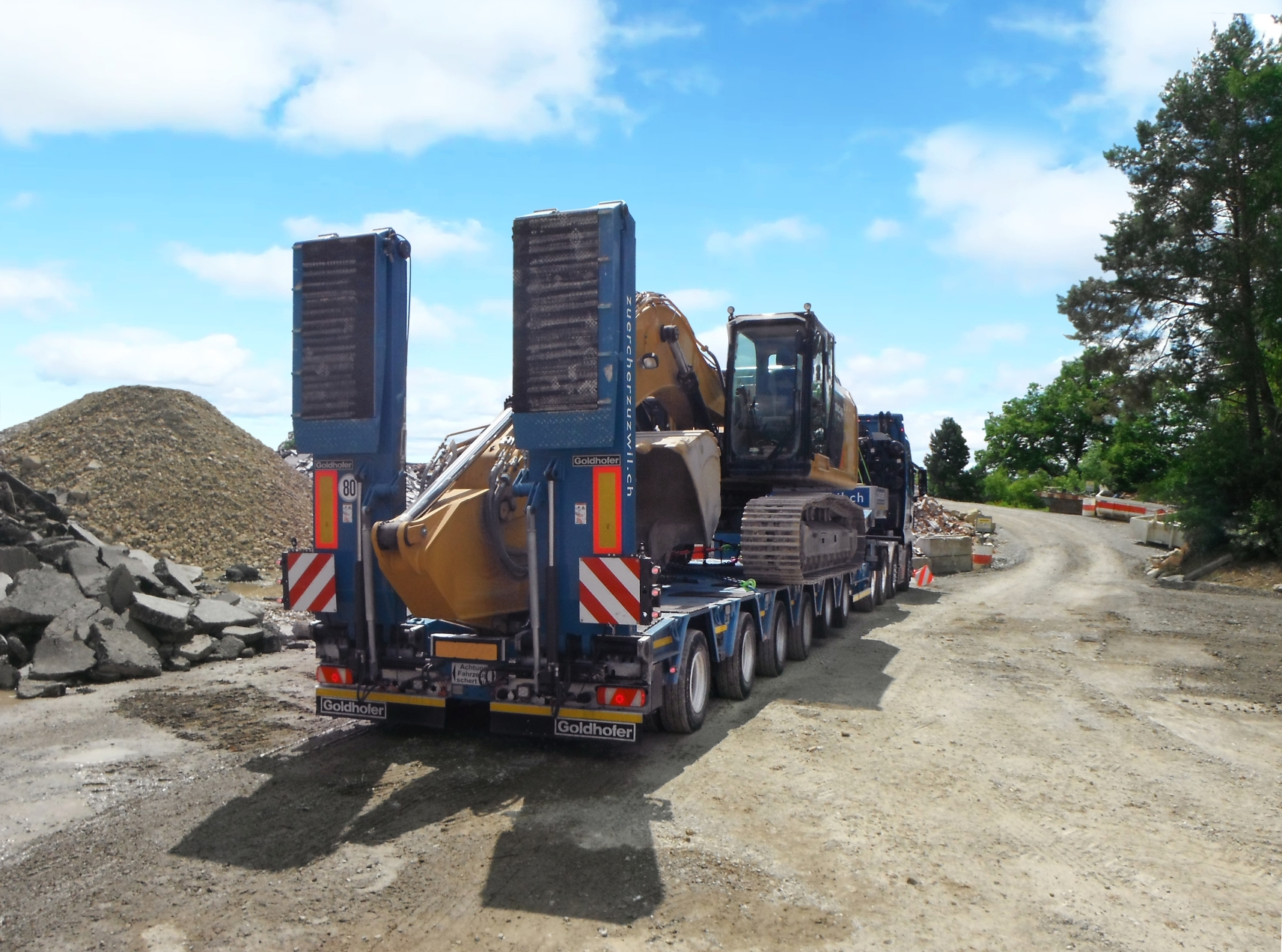
Goldhofer MPA 6 mit aufgeladenem Bagger
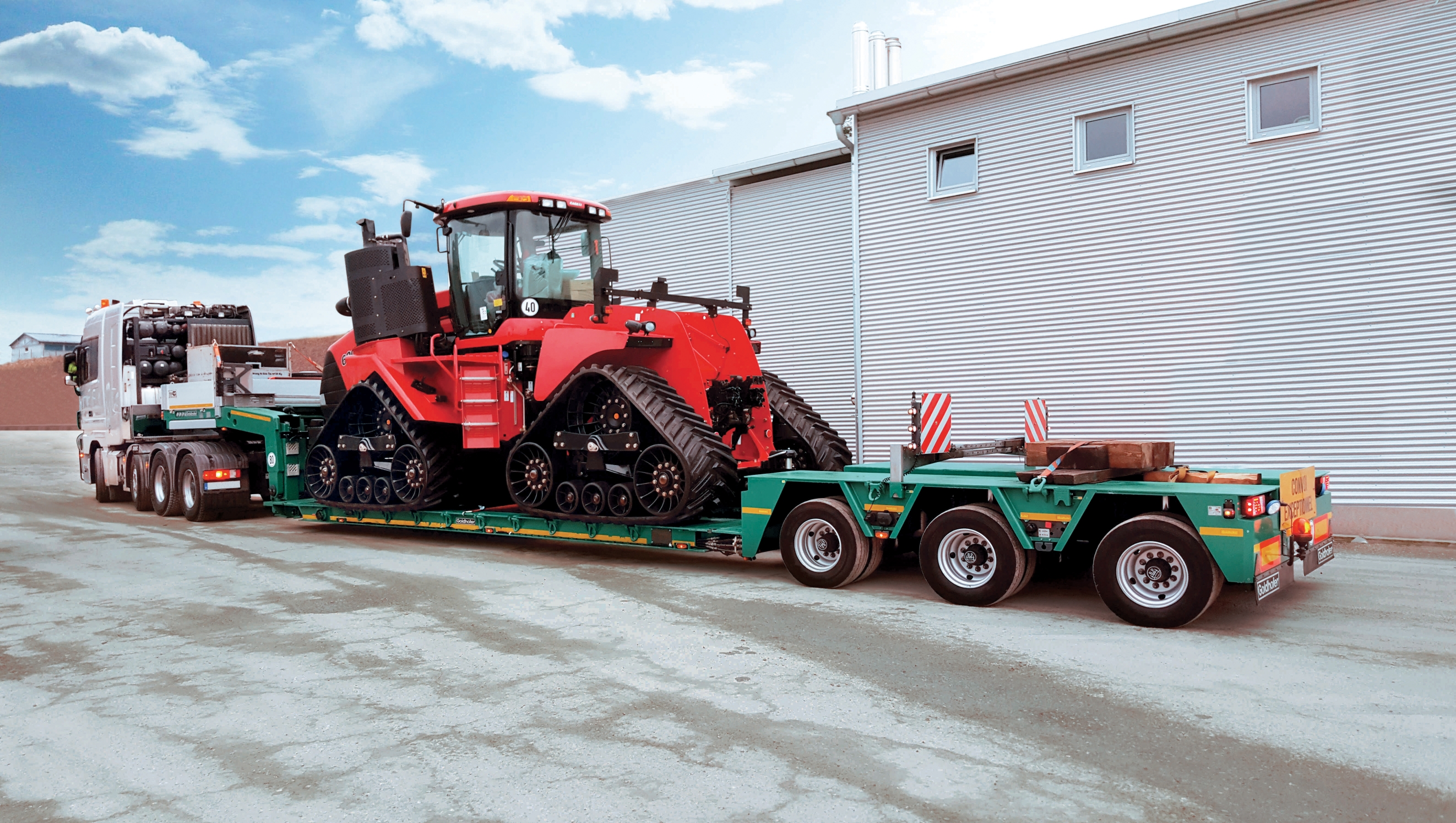
Goldhofer MPA V 3
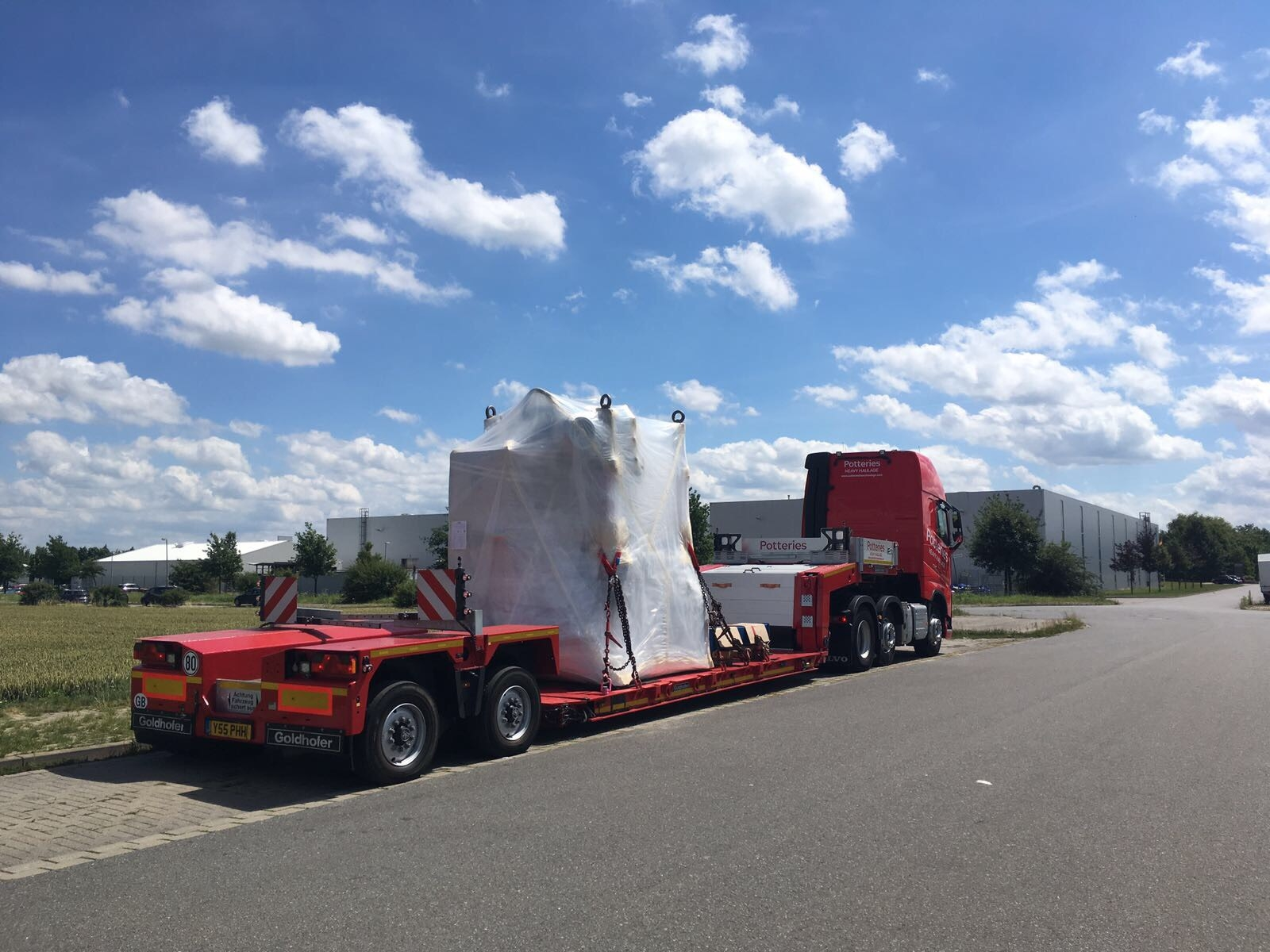
Goldhofer STZ-VP (245) 2 mit Ladung
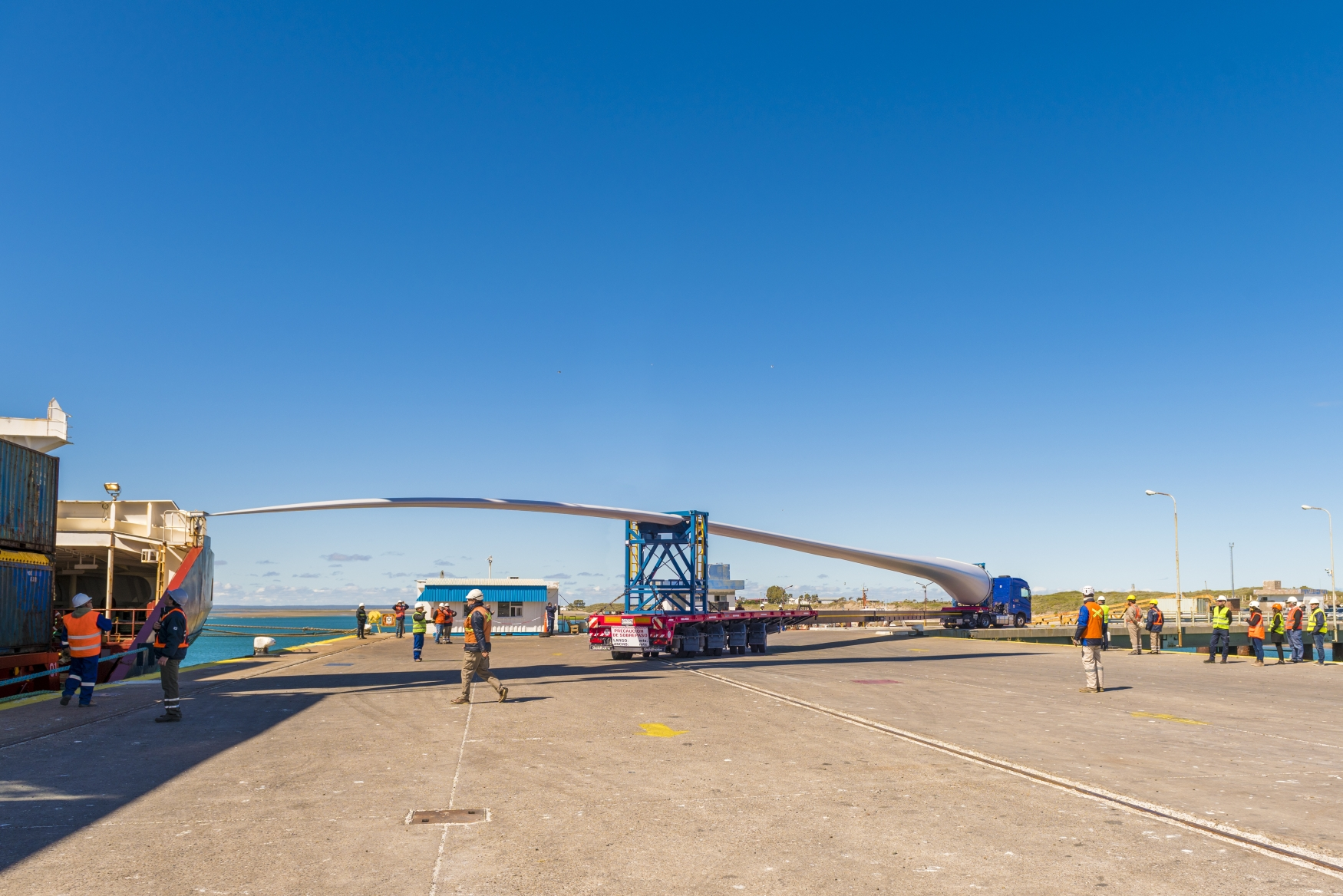
Goldhofer SPZ-DL 4 AAA mit aufgeladenem Windflügel
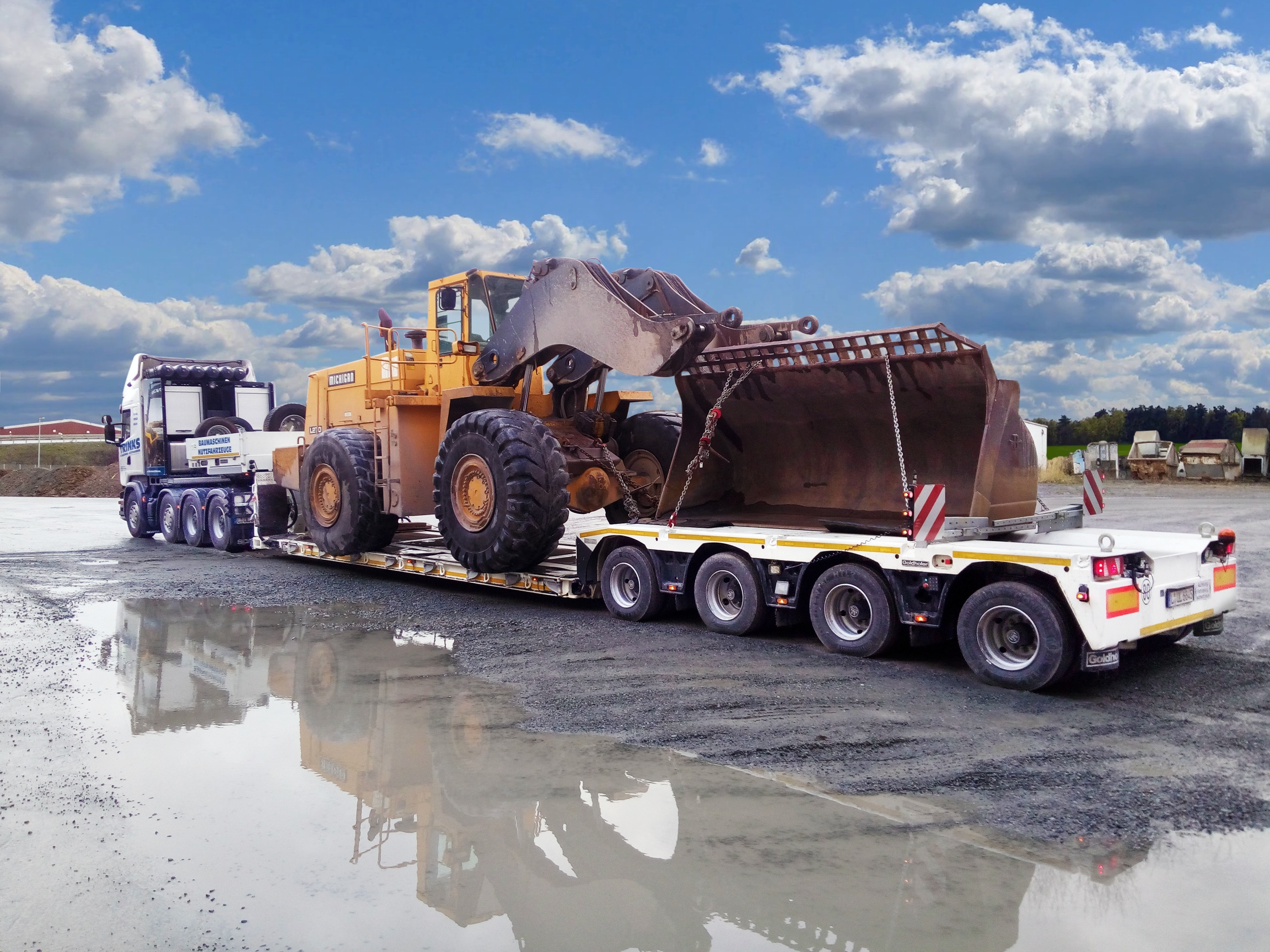
Goldhofer SPZ-VL 4 am Einsatzort
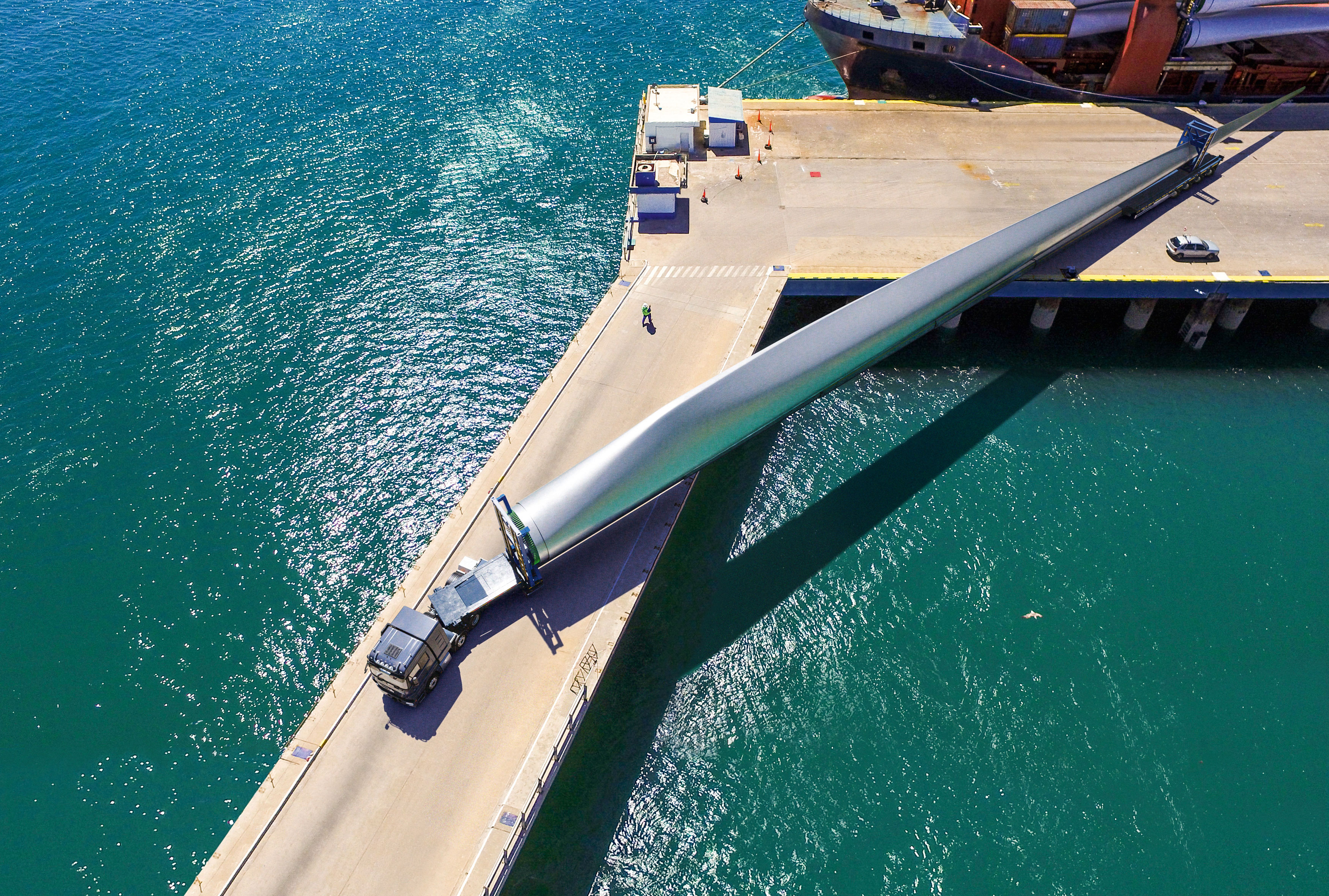
Goldhofer Ventum beim Bewältigen einer Kurve am Hafen
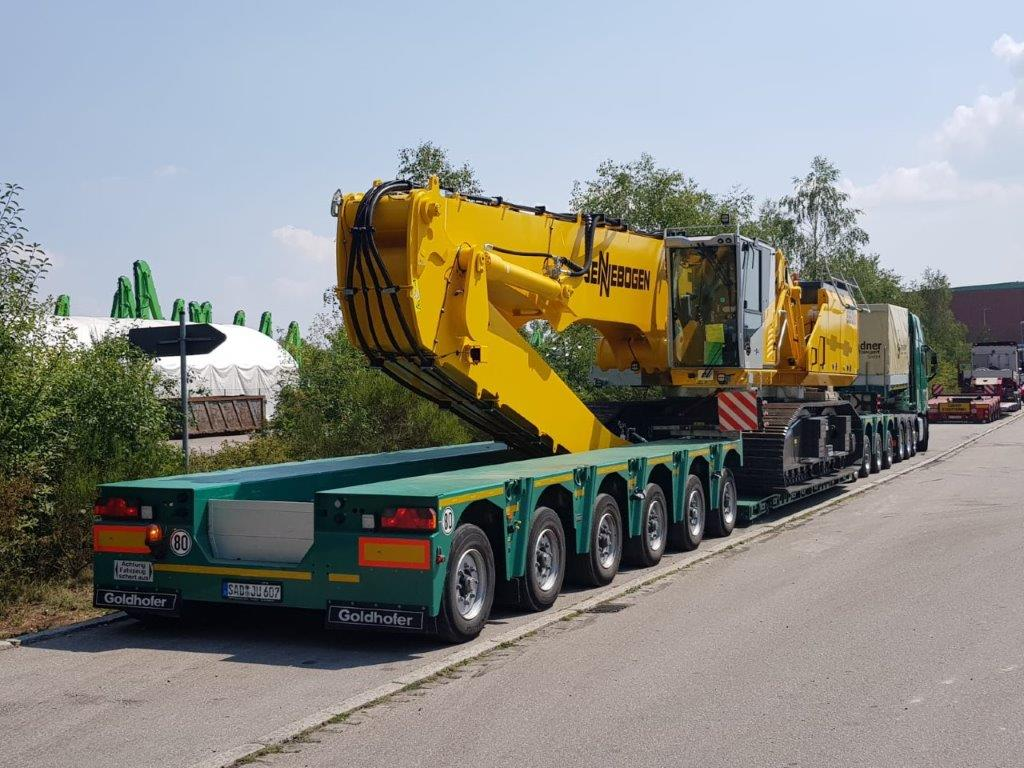
Goldhofer STZ-VP 10 (4+6) (285) mit Ladung

#### Schwerlast-Module
Goldhofer Schwerlast-Module sind kombinierbare Transportsysteme mit hydraulischem Achsausgleich für den Transport übergroßer und schwerer Güter. Schwerlast-Module sind mit 2–8 Achslinien pro Modul, einer mechanischen oder elektronischen Vielweglenkung sowie in gezogener oder angetriebener Ausführung erhältlich und können durch die Kombination mit Zubehör wie zum Beispiel Schwanenhälsen oder Ladebrücken individuell auf die Transportsituation angepasst werden. Darüber hinaus lassen sich Schwerlast-Module miteinander kombinieren, wodurch Lasten von 10.000 t und mehr bewegt werden können.
Goldhofer bietet gezogene Schwerlast-Module für den Straßentransport vom Typ THP/ET, THP/UT, THP/MT sowie der THP/SL-Familie (bestehend aus THP/SL, THP/SL-L und THP/SL-S) an. Angetriebene Schwerlast-Module („Selbstfahrer“) für Transportsituationen, die eine hohe Präzision und Manövrierfähigkeit erfordern, sind vom Typ Addrive, PST/SL, PST/SL-E sowie PST/ES-E. Diese benötigen zum Betrieb sog. „PowerPacks“, welche die Fahrzeugkombinationen steuern. Für den US-Markt gibt es darüber hinaus spezielle Module, die den regionalen Transportvorschriften entsprechen (Typ THP/CA, THP/DR und THP/DC).

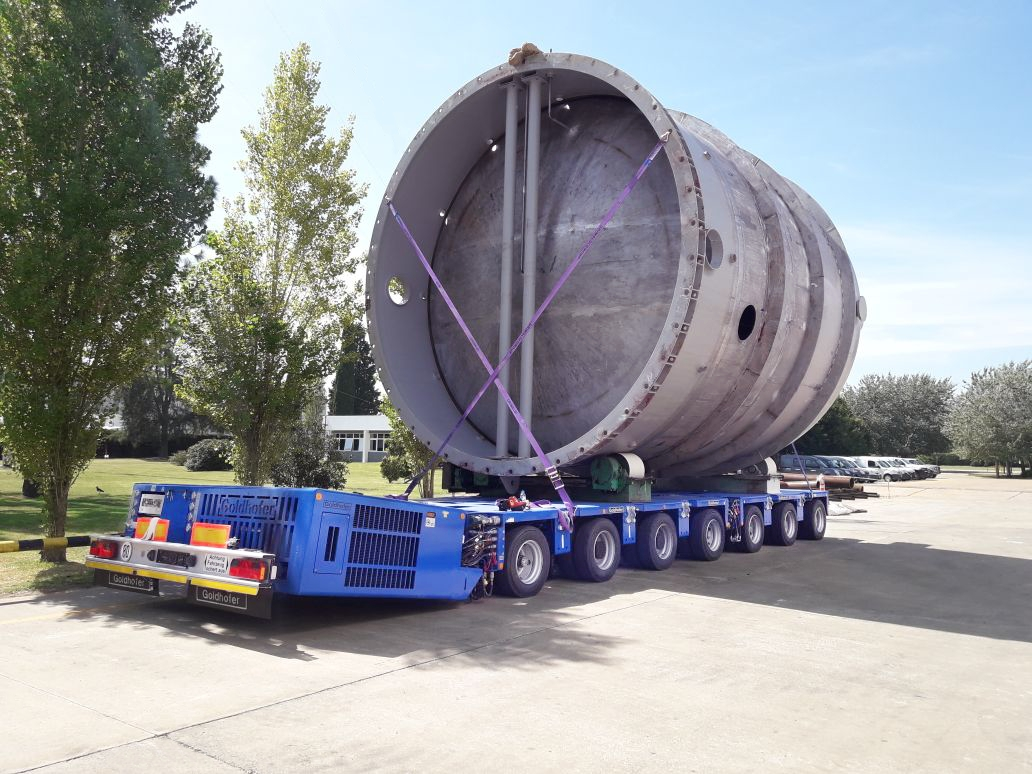
Goldhofer Addrive im Einsatz
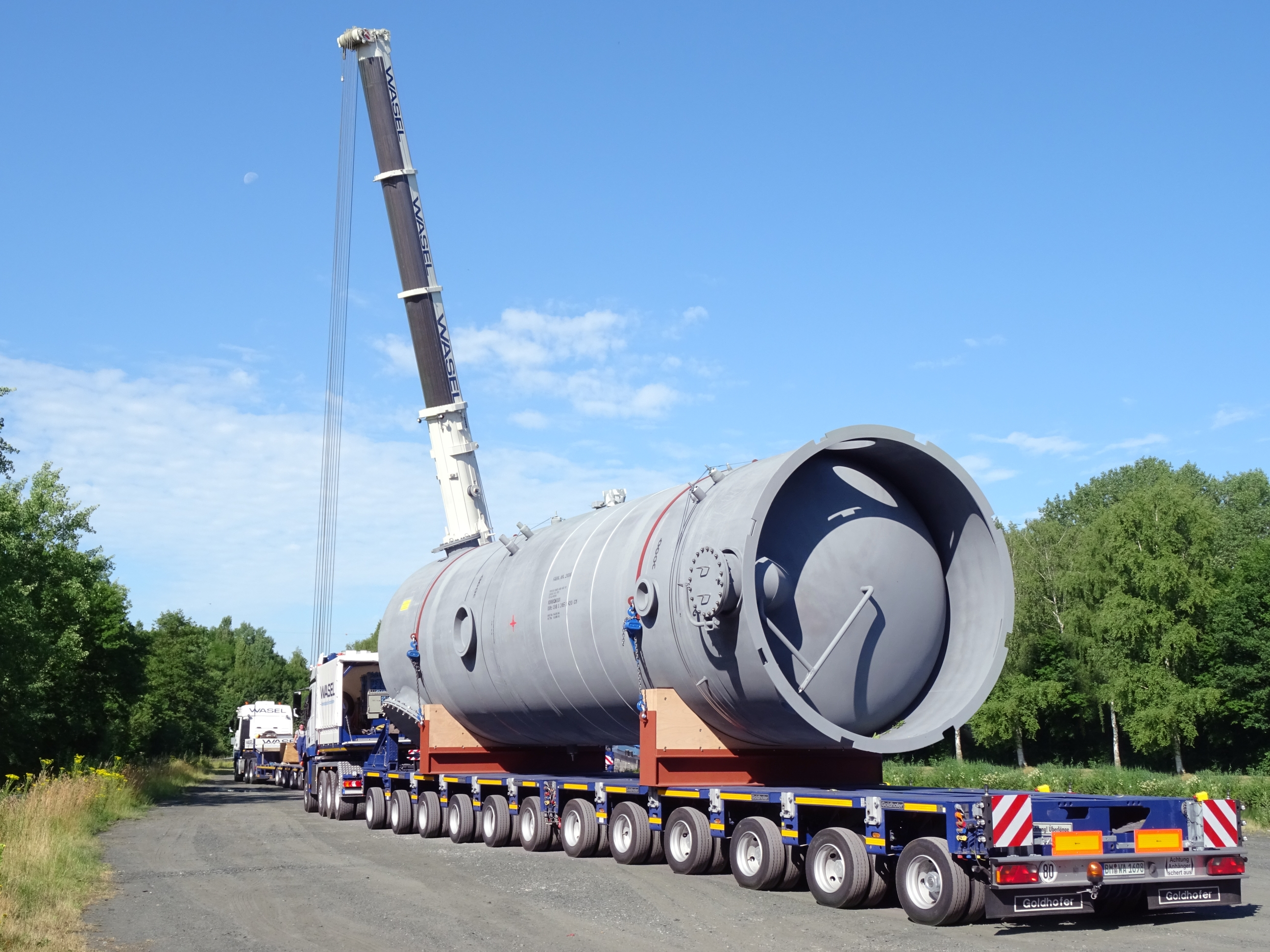
Goldhofer THP/SL-Kombination mit Ladung
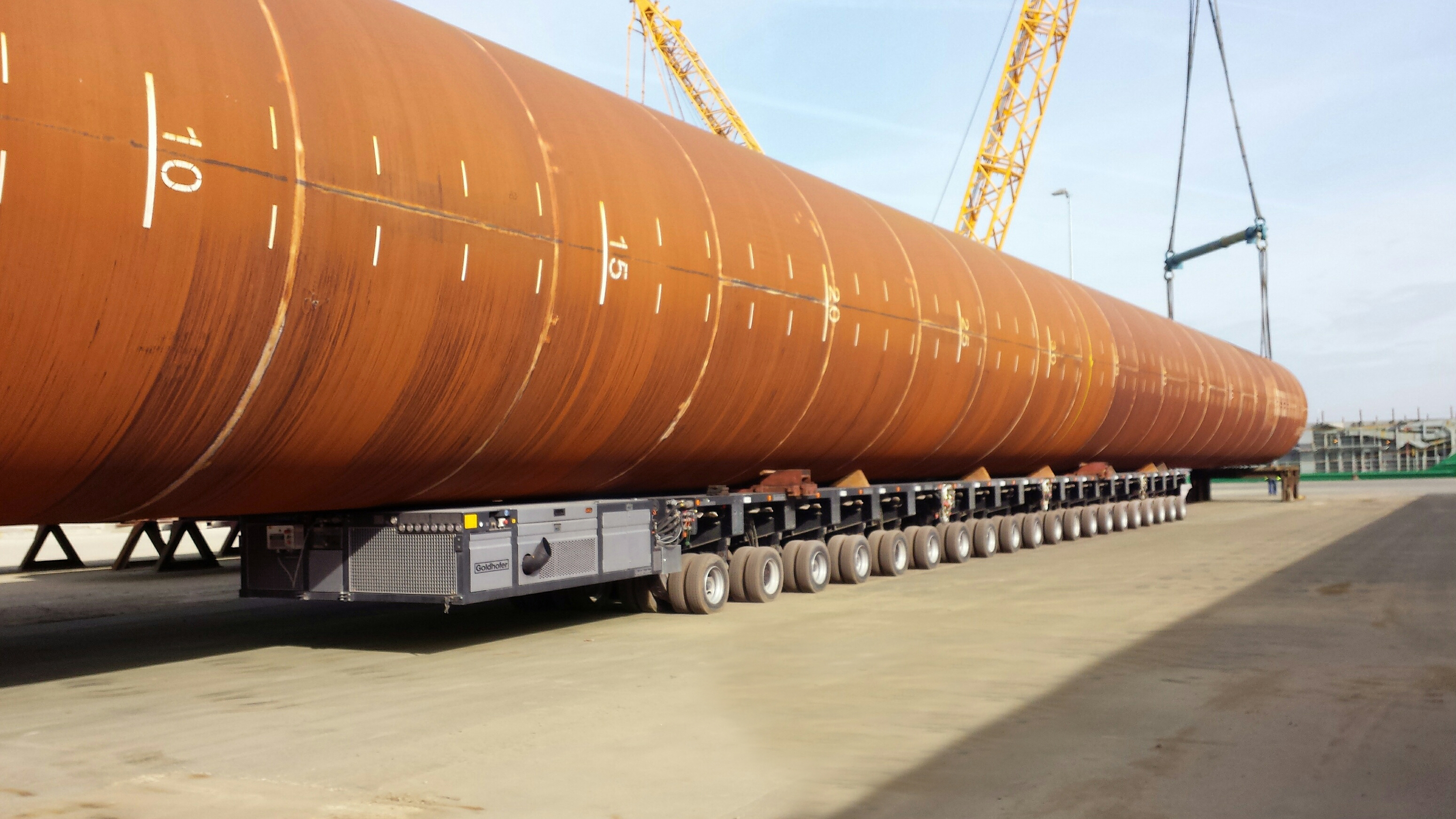
Goldhofer PST/SL-E-Kombination mit aufgeladenem Monopile
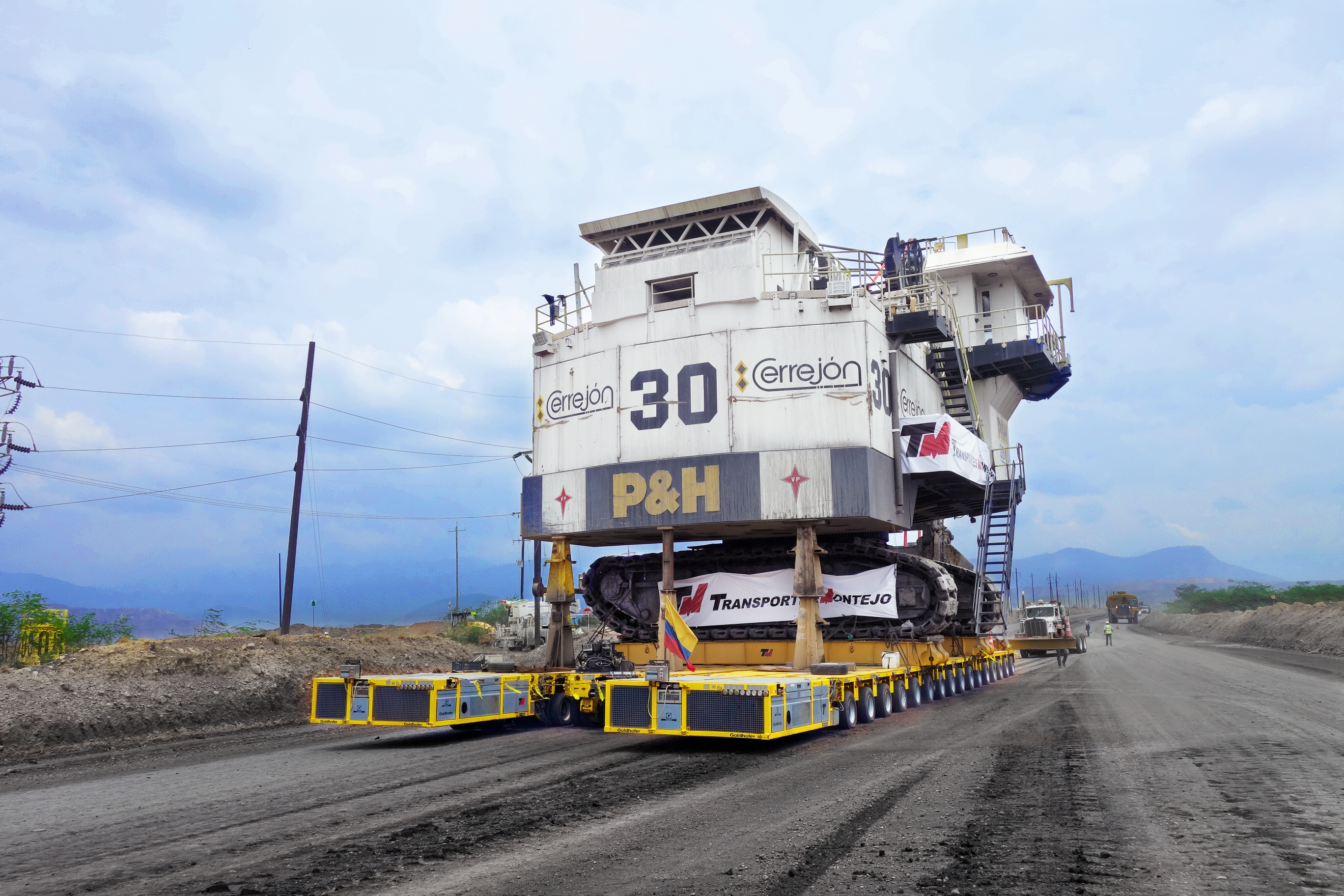
Kombination aus Goldhofer THP/SL- und PST/SL-E-Modulen beim Transport eines Mining-Baggers
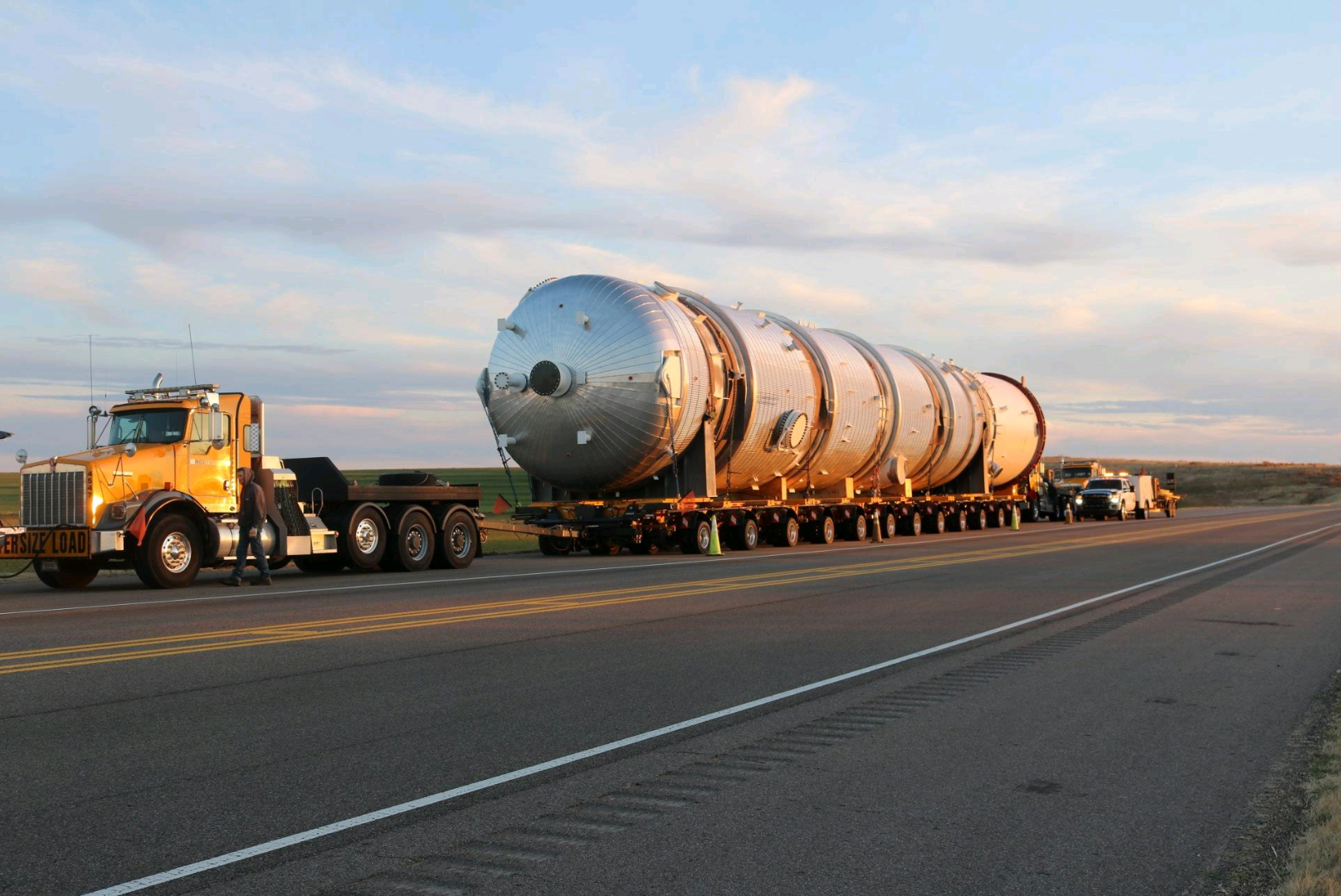
Goldhofer US-Modul THP/DC im Einsatz

#### Spezialanwendungen
Spezialanwendungen bezeichnen Transportsysteme, die zumeist mit anderen Goldhofer-Fahrzeugen kombiniert werden können, um bestimmte Transportaufgaben zu bewältigen. Derzeit bietet Goldhofer in diesem Bereich die Flügeltransportvorrichtungen FTV 850 und FTV 550, die Seitenträgerbrücken Faktor 5 und 5.5, Rohradapter vom Typ RA 2, RA 3 und RA 4 sowie die Speziallösungen zum Straßentransport von Windflügeln Blade S an. Seit 2023 haben wir auch eine Transportlösung für Kabeltrommeln. Im Portfolio

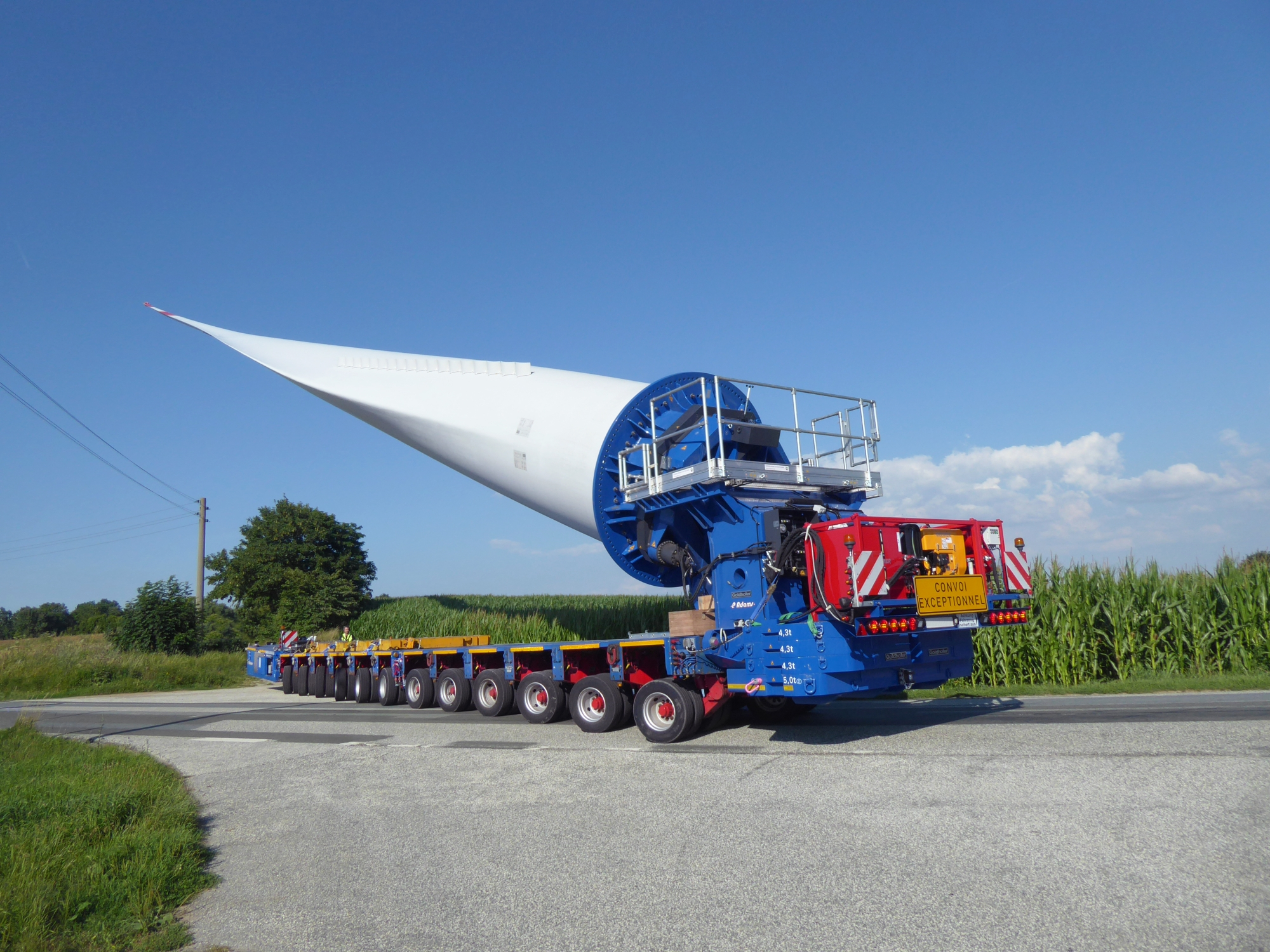
Goldhofer FTV 550 mit aufgestelltem Windflügel
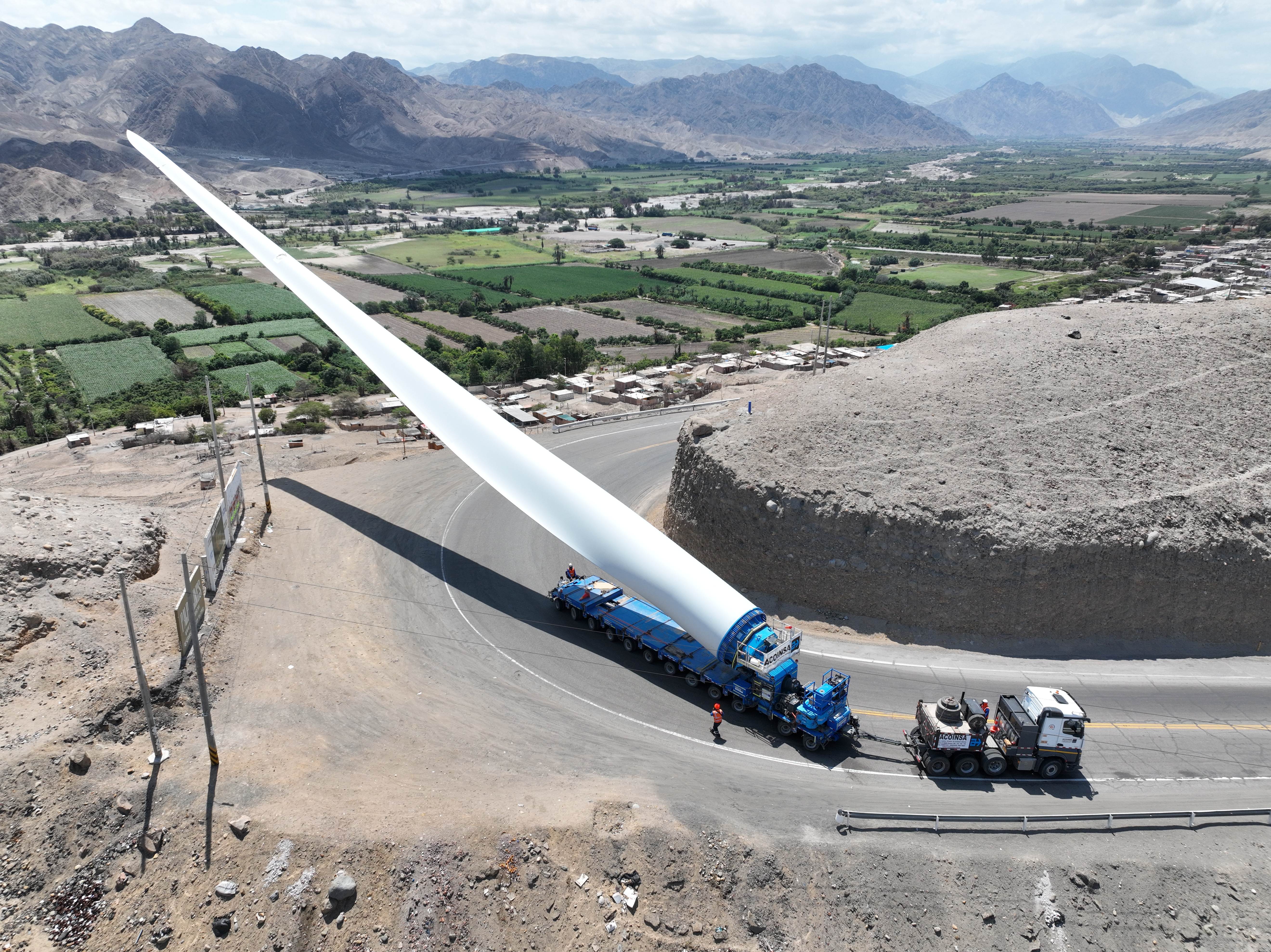
Goldhofer FTV 850 mit aufgestelltem Windflügel
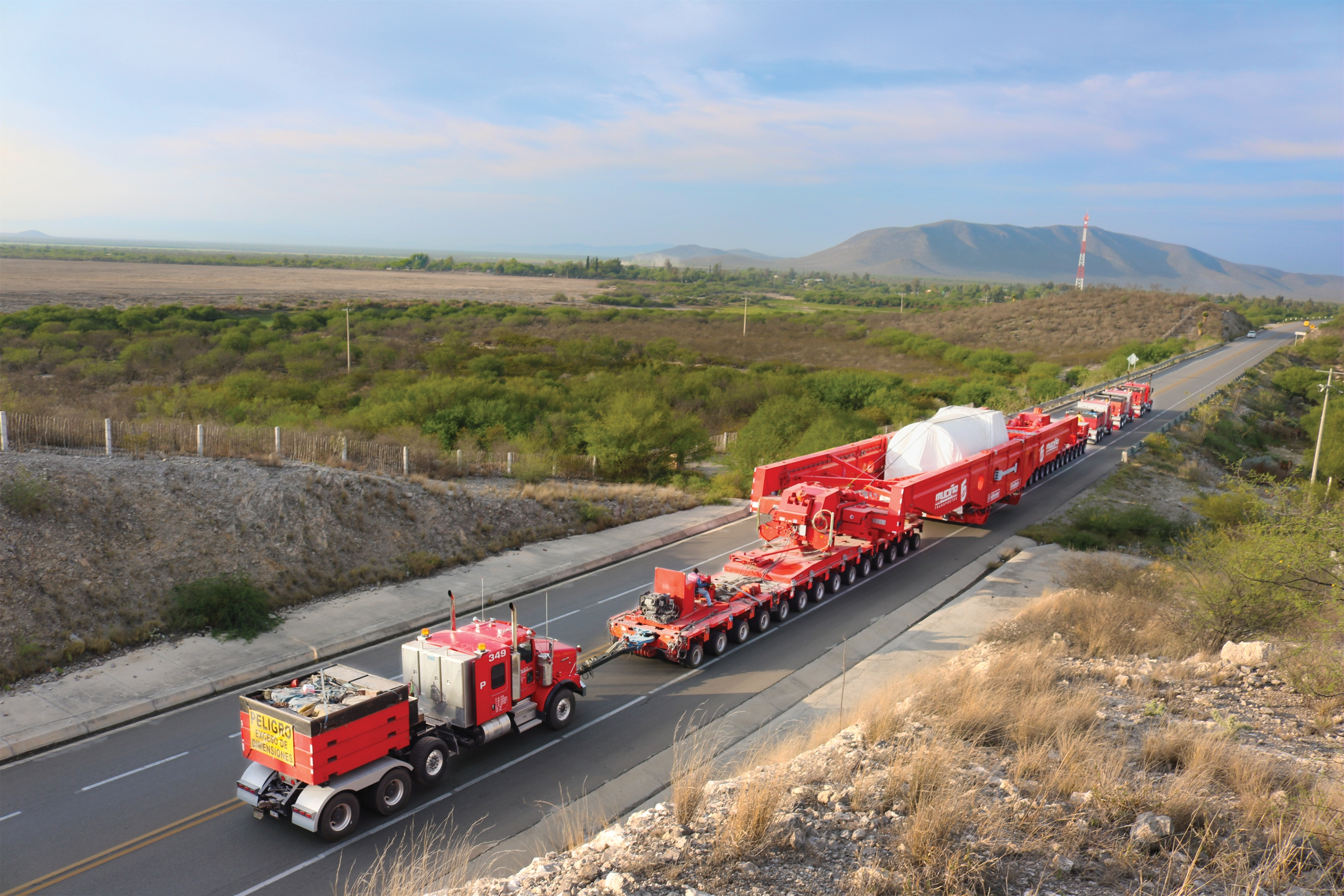
Goldhofer Faktor 5 beim Transport eines Generators
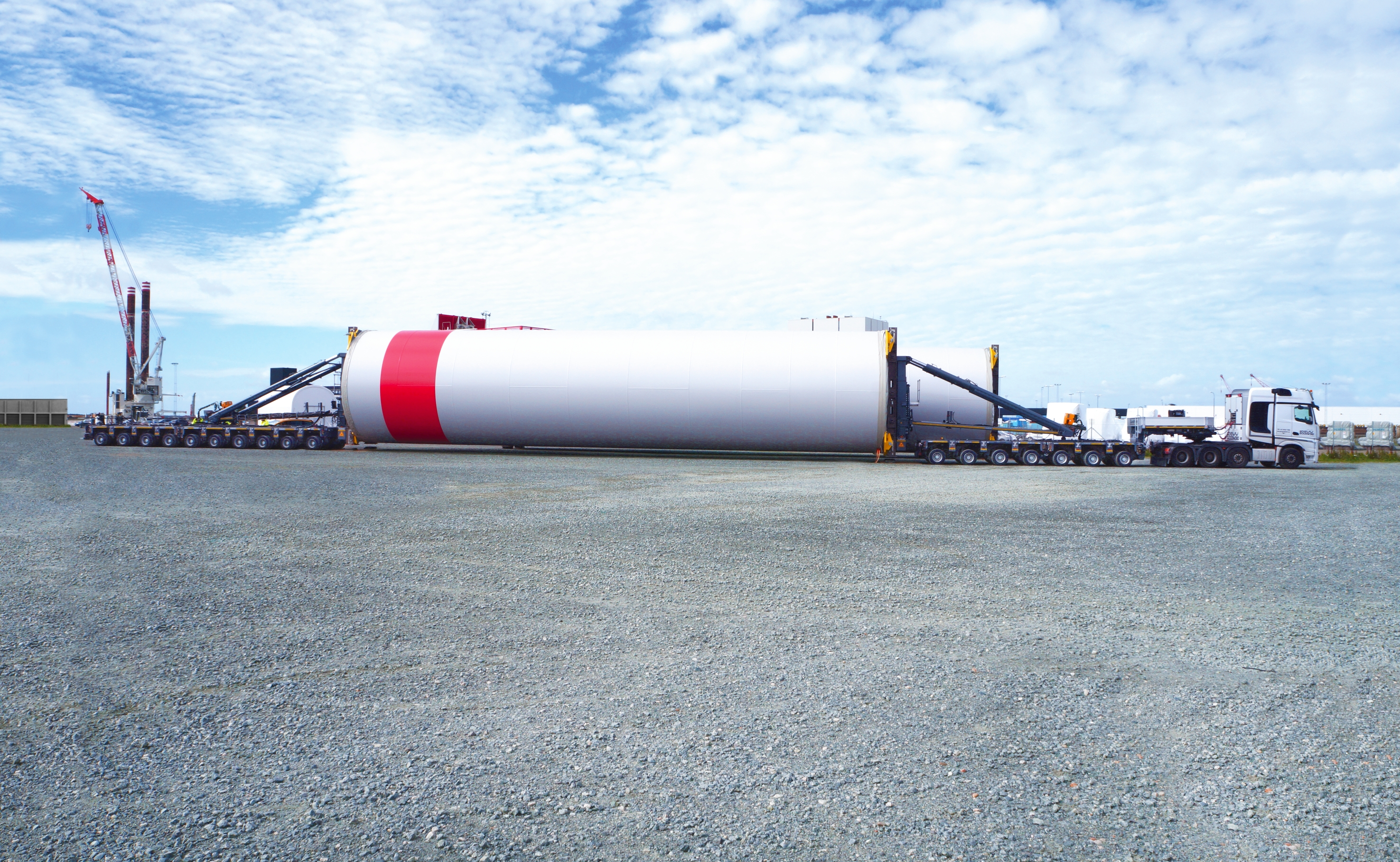
Goldhofer RA 4 mit eingespanntem Windkraft-Turmstück
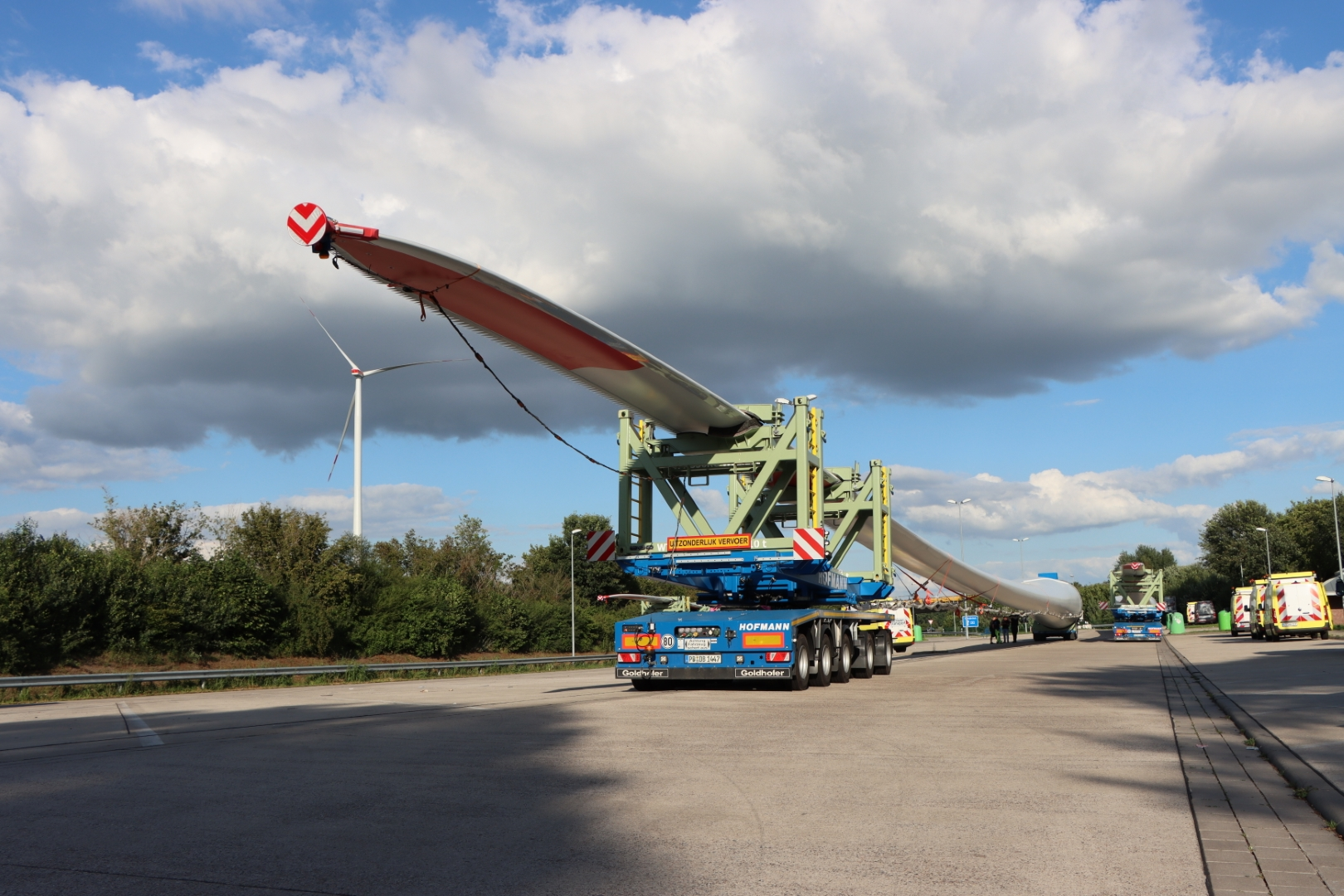
Blade S von Goldhofer mit Windflügel
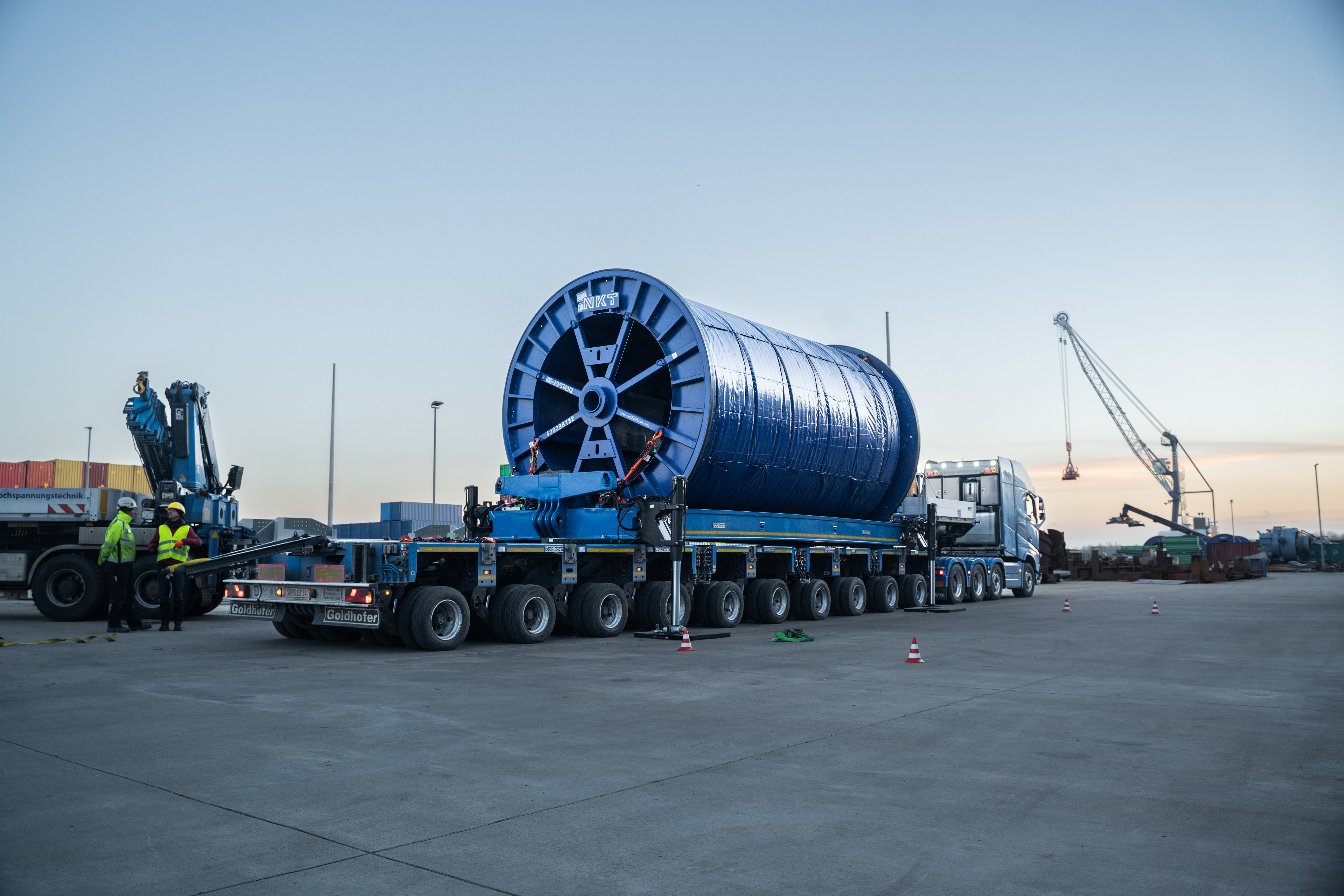
Goldhofer Transportlösung für Kabeltrommeln im Einsatz

### Flughafenfahrzeuge

#### Cargo-Schlepper
Die Cargo-Schlepper der Sherpa-Familie sind sowohl als Diesel- wie auch als Elektro-Version verfügbar. Es gibt verschiedene Gewichtsklassen und Chassis-Varianten. Für kleinere Flugzeuge eignen sich die Sherpa-Schlepper auch als Pushback-Tractor.

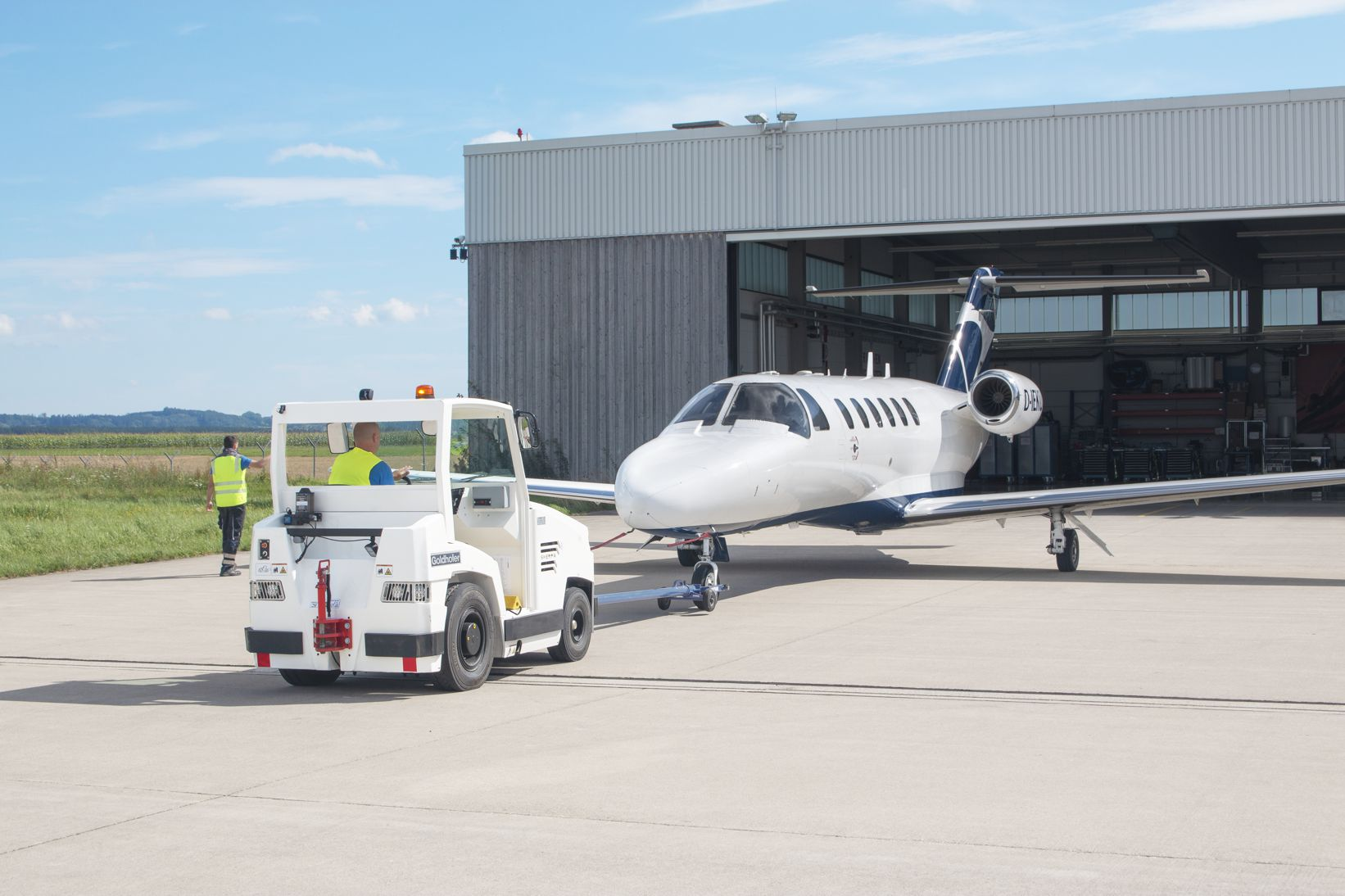
Goldhofer Sherpa D beim Pushback
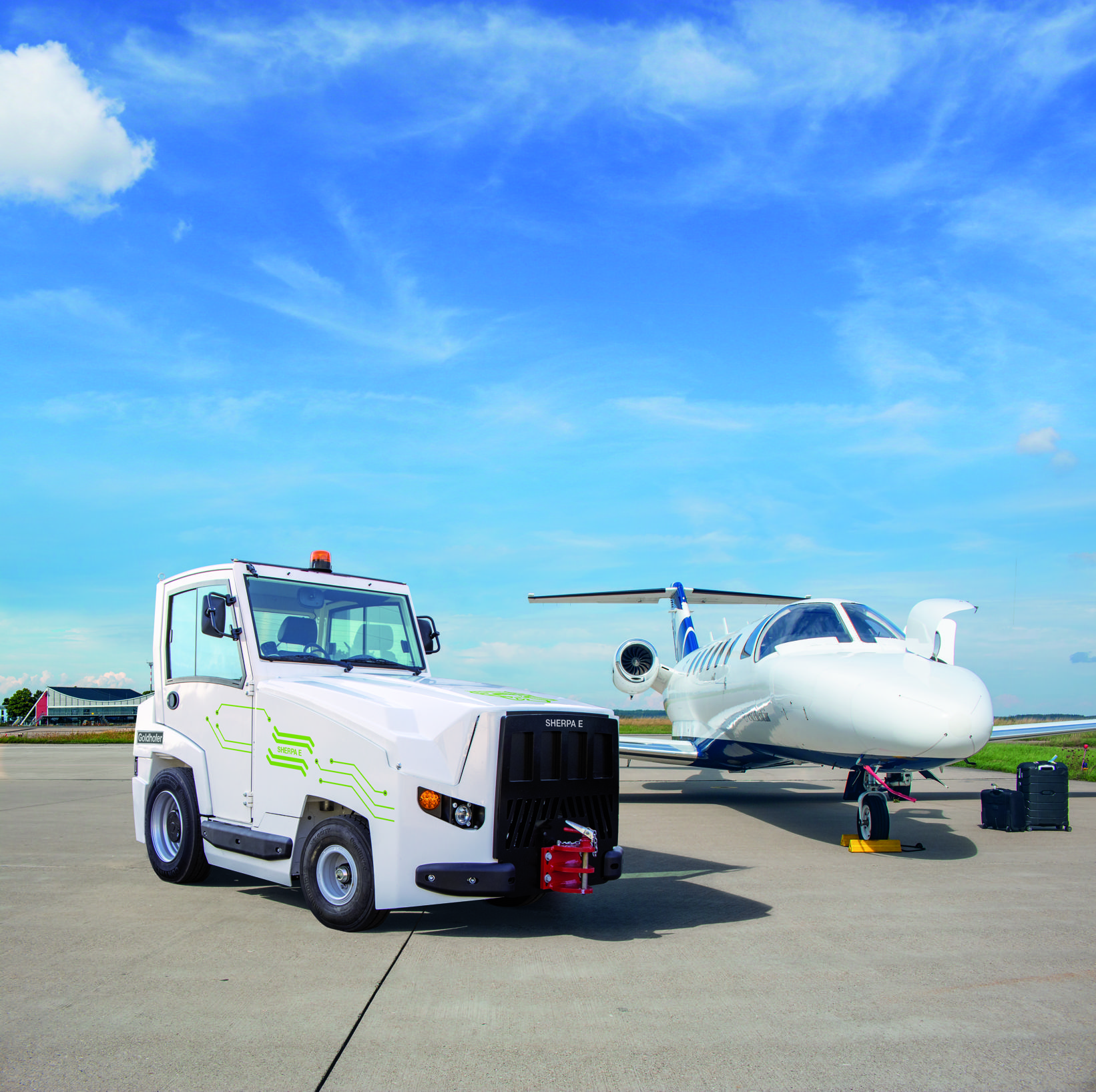
Goldhofer Sherpa E (New Generation)

#### Konventionelle Flugzeugschlepper
Goldhofer bietet in der Produktsparte der konventionellen Flugzeugschlepper bzw. „Stangenschlepper“ neben einigen Schleppern der F-Serie vor allem die überarbeitete Generation der Bison-Familie an. Diese konventionellen Schlepper benötigen Schubstangen zur Flugzeugbewegung und sind mit Diesel- oder Elektroantrieb verfügbar. Neben verschiedenen Motorisierungen gibt es auch verschiedene Chassis.

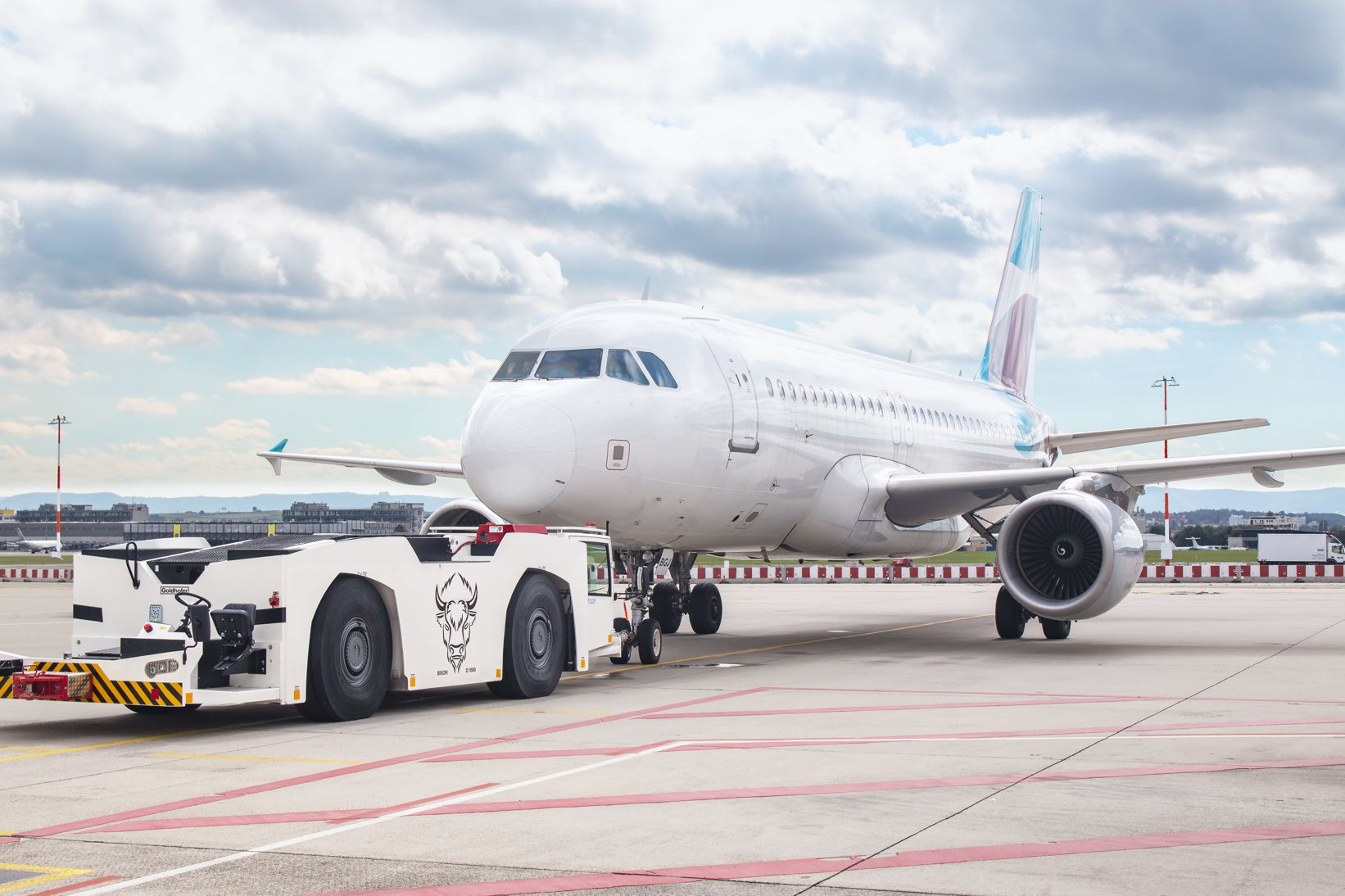
Goldhofer Bison D 1500 beim Pushback
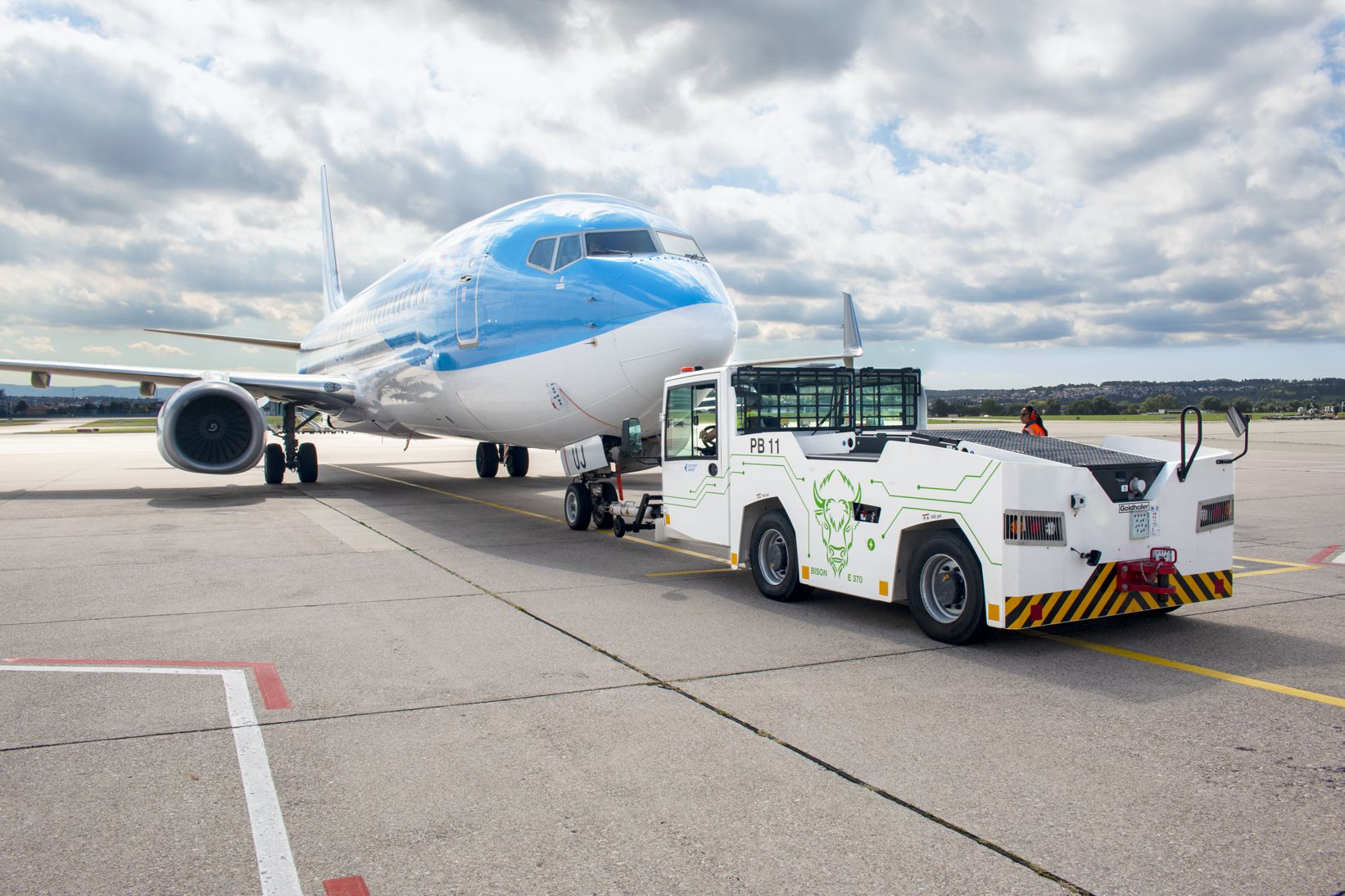
Goldhofer Bison E 370 im Einsatz
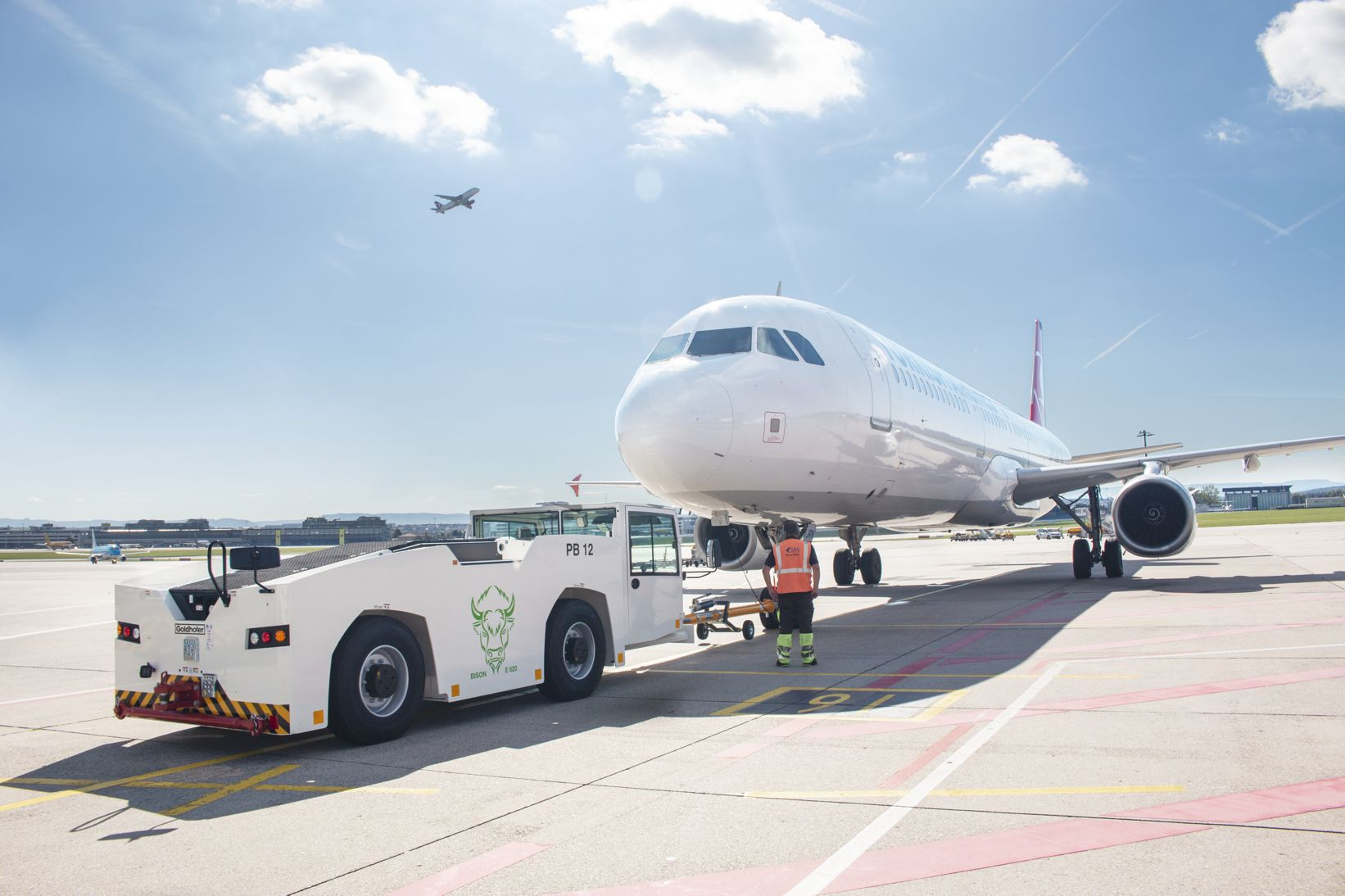
Der Bison E 620 von Goldhofer

#### Stangenlose Flugzeugschlepper
Stangenlose Flugzeugschlepper nehmen das Bugrad des Flugzeugs direkt auf, sodass keine Stange beim Pushback oder Towing benötigt wird. Neben dem Goldhofer AST-1X bietet Goldhofer die konventionell oder elektrisch angetriebene Phoenix-Familie in diversen Motorisierungen an.

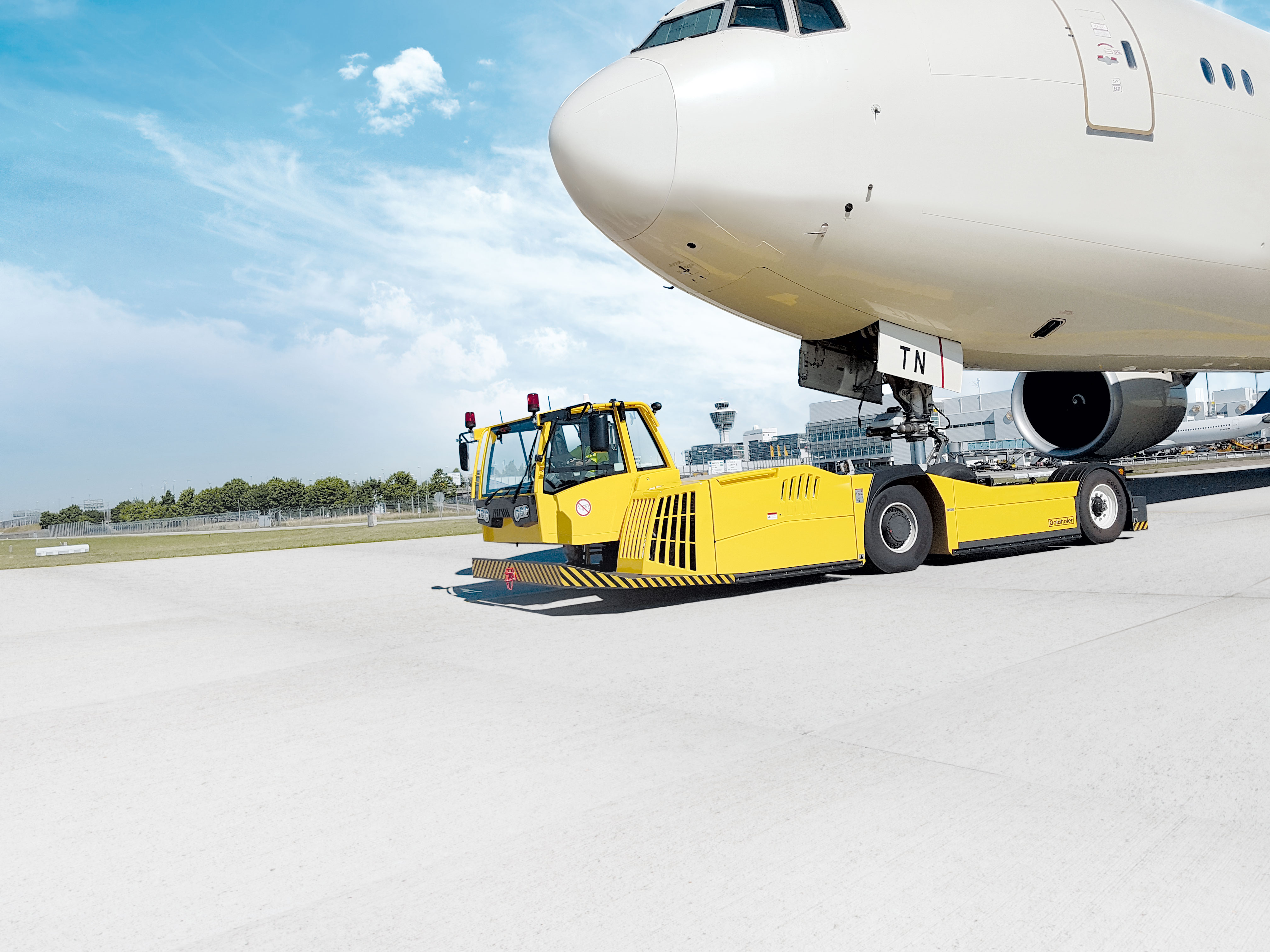
Goldhofer Phoenix D beim Long-Distance-Towing
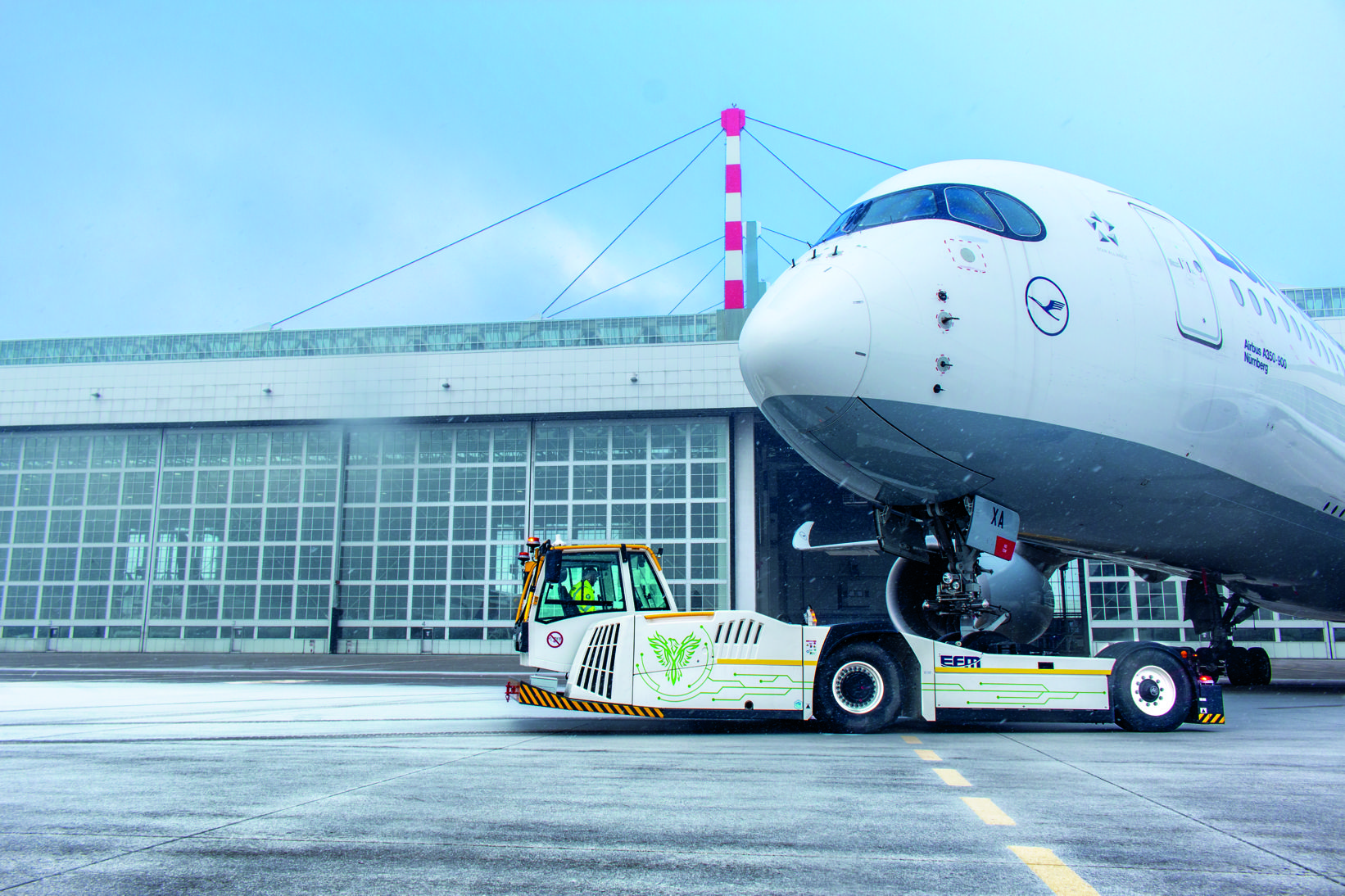
Goldhofer Phoenix E beim Pushback
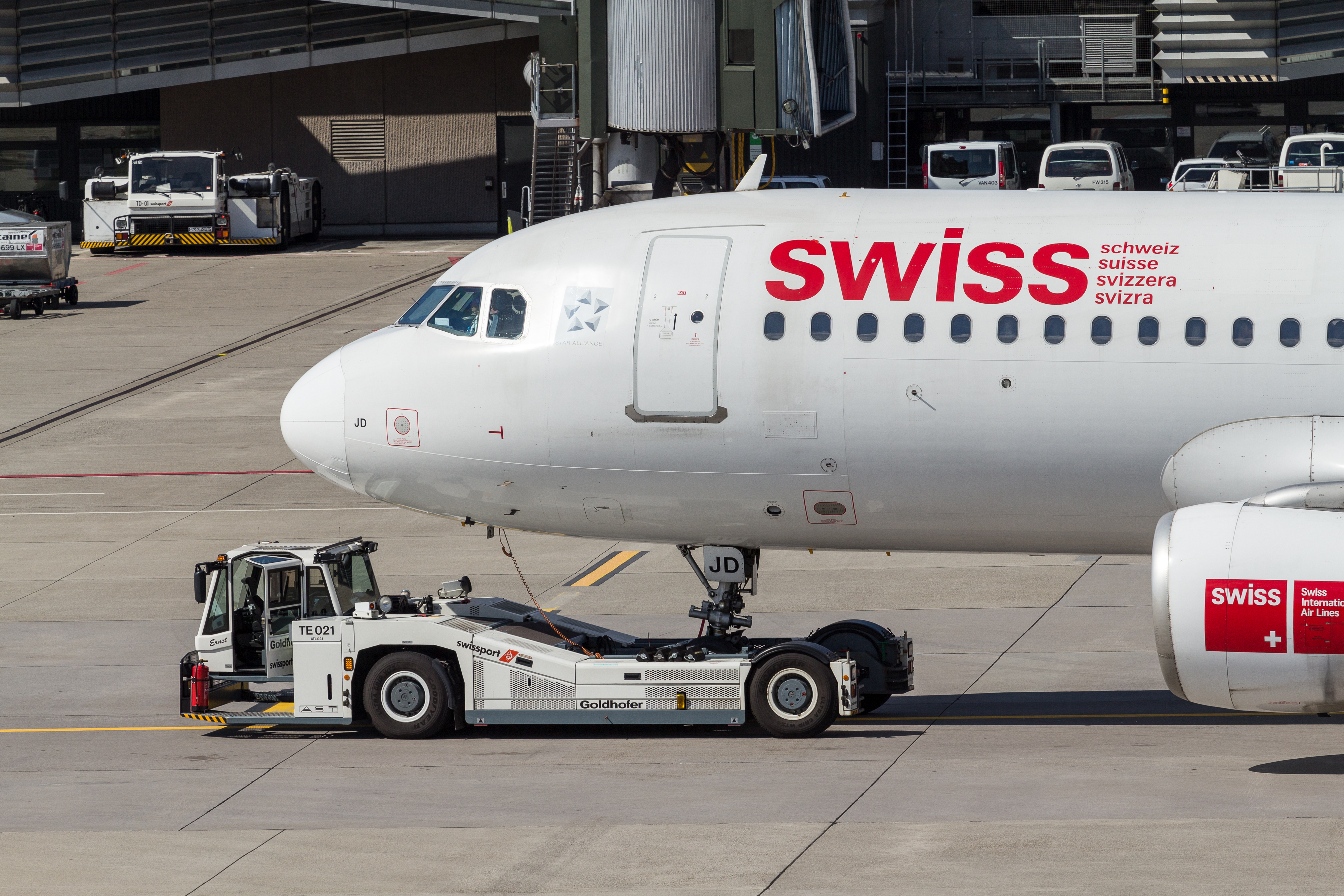
Goldhofer AST-2 in Zürich

#### Aircraft Recovery Transport Systems (ARTS)
Aircraft Recovery Transport Systems (ARTS) von Goldhofer kommen dann zum Einsatz, wenn Flugzeuge auf dem Runway havarieren. Zur Bergung kleinerer Schäden kommen Dollies zum Einsatz. Bei großflächigen Beschädigungen des Flugzeugs können Kombinationssysteme zur Bergung eingesetzt werden.

Goldhofer ARTS bei einer Feuerwehrübung am Flughafen

### Produkthistorie
Goldhofer produziert seit 1952 die folgenden Produkte:
| Jahr | Produktgruppe                   | Produkt       | Kurzbeschreibung |
| ---- | ------------------------------- | ------------- | --- |
| 1952 | Anhänger                        | TU            | Entwicklung des ersten über die Hinterachsen befahrbahren Tiefladeanhängers                                               |
| 1963 | Schwerlast-Module               | --            | Schwerlastanhänger mit mechanischem Achsausgleich und Lenkung                                                             |
| 1972 | Schwerlast-Module               | THPK          | Erstes Schwerlast-Modul mit hydraulischem Achsausgleich                                                                   |
| 1973 | Schwerlast-Module               | THP/S         | Erstes parallel kombinierbares Schwerlastmodul                                                                            |
| 1982 | Schwerlast-Module               | THP/H         | THP/H mit 24 Achslinien und „Skidding frame“ für 1.200 t Nutzlast                                                         |
| 1987 | Stangenlose Flugzeugschlepper   | AST           | Entwicklung des ersten stangenlosen Flugzeugschleppers                                                                    |
| 1989 | Schwerlast-Module               | PST/H         | Erste selbstfahrende Schwerlast-Module mit hydrostatischem Fahrantrieb                                                    |
| 1991 | Spezialanwendungen              | STB           | Seitenträgerbrücke mit 385 t Nutzlast                                                                                     |
| 1993 | Stangenlose Flugzeugschlepper   | AST           | Erstmals komplette AST-„Familie“ (AST-1, AST-2, AST-3) zur Bewegung aller Flugzeugtypen                                   |
| 1993 | Schwerlast-Module               | PST/E         | Erste Schwerlast-Module mit elektronischer Vielweglenkung (Lenkwinkel ± 110°)                                             |
| 2002 | Schwerlast-Module               | THP/UT        | Entwicklung des Schwerlast-Moduls THP/UT mit druckluftbetätigten Scheibenbremsen                                          |
| 2005 | Stangenlose Flugzeugschlepper   | AST-1X        | Entwicklung des größten stangenlosen Flugzeugschleppers AST-1X (zur Bewegung des Airbus A380)                             |
| 2006 | Sattelanhänger                  | XLE           | Markteinführung des „Goldhofer-Kompaktsystems“: Satteltieflader XLE mit 110 t Nutzlast                                    |
| 2006 | Schwerlast-Module               | THP/DL        | Modulfahrwerke mit speziellen Achsabständen zur Einhaltung der US-Vorschriften                                            |
| 2008 | Schwerlast-Module               | PST/ES-E      | Erster voll elektronisch lenkbarer Selbstfahrer mit 60 t Achslast und 2,43 m Breite                                       |
| 2008 | Sattelanhänger                  | STZ-H         | 10-achsiger Satteltieflader mit Lenkschenkelachsen und hydraulischem Achsausgleich                                        |
| 2010 | Sattelanhänger                  | STZ-VP        | Markteinführung des ersten Tiefbettaufliegers mit Pendelachsen auf der Bauma                                              |
| 2012 | Spezialanwendungen              | Faktor 5      | Präsentation der neuen Generation von Goldhofer-Seitenträgerbrücken: 100 t Eigengewicht für 500 t Nutzlast                |
| 2013 | Sattelanhänger                  | MPA           | Vorstellung von Sattelanhängern mit MacPherson-Federbein                                                                  |
| 2013 | Spezialanwendungen              | FTV 300       | Markteinführung der Spezial-Lösung für Rotorblatttransporte von Windkraftanlagen                                          |
| 2013 | Sattelanhänger                  | Superhub      | Erste vierfach teleskopierbare Windflügelpritsche                                                                         |
| 2014 | Schwerlast-Module               | PST/ES-E      | Einführung von hydraulisch breitenverstellbaren Selbstfahrer-Modulen                                                      |
| 2015 | Stangenlose Flugzeugschlepper   | Phoenix       | Rundum erneuerte vierte Generation der stangenlosen Flugzeugschlepper                                                     |
| 2016 | Schwerlast-Module               | Addrive       | Der Addrive ist als gezogenes Modul und Selbstfahrer einsetzbar                                                           |
| 2017 | Cargo-Schlepper                 | Sherpa        | Die Cargo-Schlepper der Sherpa-Familie werden als Diesel- und Elektro-Variante eingeführt                                 |
| 2018 | Spezialanwendungen              | FTV 550       | Vorstellung der FTV 550 zum Transport von Windkraft-Rotorblättern mit bis zu 550 mt                                       |
| 2018 | Spezialanwendungen              | Blade X       | Flügelspitzenhubvorrichtung zum Transport von Windflügeln auf Pritschen                                                   |
| 2018 | Konventionelle Stangenschlepper | Bison         | Die Bison-Familie als Nachfolger der Schopf F-Serie wird zunächst als Diesel-Version in den Markt eingeführt              |
| 2018 | Sattelanhänger                  | Arcus PK      | Semiauflieger mit neuer Lenkanlage zur Optimierung des Kurvenlaufs                                                        |
| 2019 | Konventionelle Stangenschlepper | Bison         | Die Bison-Schlepper sind nun auch als elektrische Variante verfügbar                                                      |
| 2019 | Spezialanwendungen              | Faktor 5.5    | Die kleinere Version der Faktor 5 mit bis zu 350 t Nutzlast wird auf der Bauma präsentiert                                |
| 2019 | Sattelanhänger                  | Ventum        | Markteinführung der fünffach teleskopierbaren Windflügelpritsche                                                          |
| 2020 | Spezialanwendungen              | Blade S       | Speziallösung zum Transport von Windflügeln als Nachläuferkombination                                                     |
| 2020 | Sattelanhänger                  | Stepstar      | Nachlaufgelenkte und standardisierte Sattelauflieger                                                                      |
| 2021 | Stangenlose Flugzeugschlepper   | Phoenix E     | Der Phoenix E komplettiert die elektrische Fahrzeugflotte von Goldhofer                                                   |
| 2021 | Cargo-Schlepper                 | Sherpa E      | Die Fahrzeuge der Sherpa E New Generation werden als verbesserte Version der Goldhofer-Elektro-Frachtschlepper eingeführt |
| 2021 | Sattelanhänger                  | STZ-P 12 Plus | Einführung eines kombinationsfähigen Sattelanhängers für den US-Markt                                                     |
| 2021 | Spezialanwendungen              | FTV 850       | Die FTV 850 zum Transport von Windkraft-Rotorblättern der neusten Generation.                                             |